# 亞眠
亚眠（法語：Amiens，法語發音：[amjɛ̃] ⓘ），法国北部城市，上法兰西大区索姆省的一个市镇，也是该省的省会和区域性的经济、科教和工业中心，下辖亚眠区。其市镇面积为49.46平方公里，2022年1月1日时人口数量为134,780人，是索姆省人口最多的城市，在大区内排名第二，仅次于首府里尔。
亚眠位于法国北部平原，索姆河河谷内，距离首都巴黎约115公里，市区内地势平坦，城市沿亚眠大教堂呈放射状分布，并与相邻的市镇形成了城市群，多条公路和铁路在此交汇。
亚眠是法国历史最悠久的城市之一，圣阿舍勒街区发现的阿舍利石器证明了亚眠早在旧石器时期就已出现人类活动。古罗马时期，亚眠是跨越索姆河的重要通道，由此逐渐形成城镇。中世纪时修建的亚眠大教堂曾在建成之初为世界最高建筑。中世纪中后期，亚眠成为法国重要的印染和纺织中心。两次世界大战对亚眠市区造成了严重的破坏，战后逐渐恢复修建。1982至2015年间，亚眠为皮卡第大区的首府；2017年5月，出生并成长于亚眠的埃马纽埃尔·马克龙成为法国第25任总统；同年，升入法乙仅一年的亚眠足球俱乐部成功晋级法国足球甲级联赛，成为皮卡第地区历史上首个参与此项目的足球俱乐部。

## 地名来源
“亚眠”一名来源于中世纪早期。彼时，法兰克人入主萨马罗布里瓦，城市名称由其罗马名称“萨马罗布里瓦”改为安比亚诺鲁姆（法語：Ambianorum），后逐渐衍变成为“亚眠”（法語：Amiens）。

## 历史
亚眠是艺术与历史之城。

### 先古至罗马时期

阿舍利石器

亚眠地区早在旧石器时期就已出现人类活动，当地圣欧谢尔街区（Saint-Auchel）的一处地下遗址发现了大量的石器工具，距今大约20至170万年历史，被称为阿舍利。
公元前一世纪左右，罗马人北上时，选择在索姆河的一处相对较窄的地方涉水而过，这个位置大概位于现在的亚眠市区。凯撒大帝在《高卢战记》中将这一地区纪录为“萨马罗布里瓦”，其中“布里瓦”（Briva）在拉丁语中有“桥梁”的意思，这一命名方式在法国中南部城市布里夫拉盖亚尔德当中亦有出现。罗马人在这一地区建立了比利时高卢（Gaule Belgique），首府为杜罗科托鲁姆（今兰斯）。公元一世纪时，连接卢格杜努姆（今里昂）和热索利阿库姆（今滨海布洛涅）的罗马海洋大道经过了萨马罗布里瓦并跨越了索姆河，这一地区也因此成为了一个重要的交通咽喉，罗马人在此大兴土木，最终萨马罗布里瓦成为了比利时高卢境内仅次于杜洛科尔特的第二大城市。
公元4世纪初，基督教被创立并成为了罗马帝国的国教并被传入比利时高卢地区。萨马罗布里瓦城内建立了大教堂，并以此建立了基督教主教区。

### 中世纪

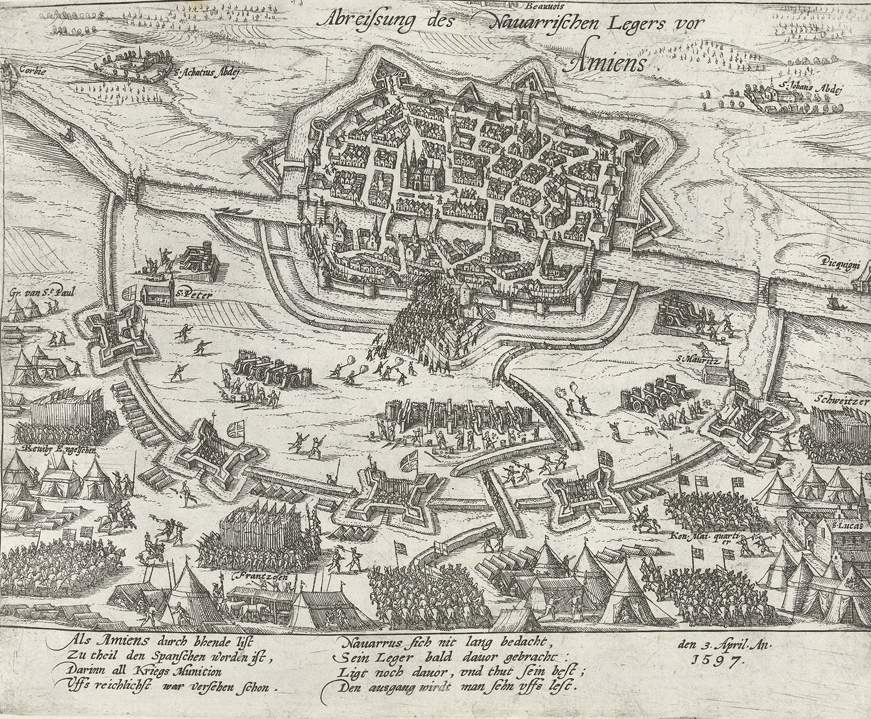
中世纪末的亚眠地图

亚眠在中世纪时发展迅速，成为法国北方地区最重要的商业城市之一。在这一时期，亚眠的主教圣若弗鲁瓦大力支持商业发展。公元1117年，路易六世颁布法令，将亚眠改为“自由市”，赋予其更多的权利，此举使得亚眠的城市发展达到了中世纪的顶峰。1152年，亚眠大教堂建成，成为当时世界上最高的建筑。1185年，腓力二世与弗朗德公爵签订《博沃条约》，包括亚眠在内的多个皮卡第城市划归法兰西王国。1279年，英法在亚眠主教座堂签订了《亚眠条约》，结束了卡佩与金雀花王朝之间的斗争。
公元十三世纪时，随着菘蓝的引进和大规模种植，印染业开始在亚眠地区兴起，并很快成为了法国北方的印染业中心。
1346年，英法在皮卡第西北发生克雷西会战，法军在此次战役中大败，包括亚眠在内的皮卡第地区被英格兰人控制。15世纪初，法国北部发生阿马尼亚克派与勃艮第派内战，1435年，根据阿拉斯会议，亚眠被划入勃艮第公国。然而，由于勃艮第公爵约翰的叛变，勃艮第在十五世纪中后期沦为了英格兰的傀儡。由于索姆河正好是勃艮第公国和法兰西王国的分界线之一，位于索姆河畔的亚眠便成为了战争前线地区，长期处于两者的争夺之中，城市发展受到了严重的影响。路易十一于1463年收复皮卡第地区，但1465年公益同盟将其再次推入勃艮第公国囊中。公元15世纪末，勃艮第公国灭亡后，亚眠重新回归法兰西王室，其城市才开始恢复发展。

### 近现代

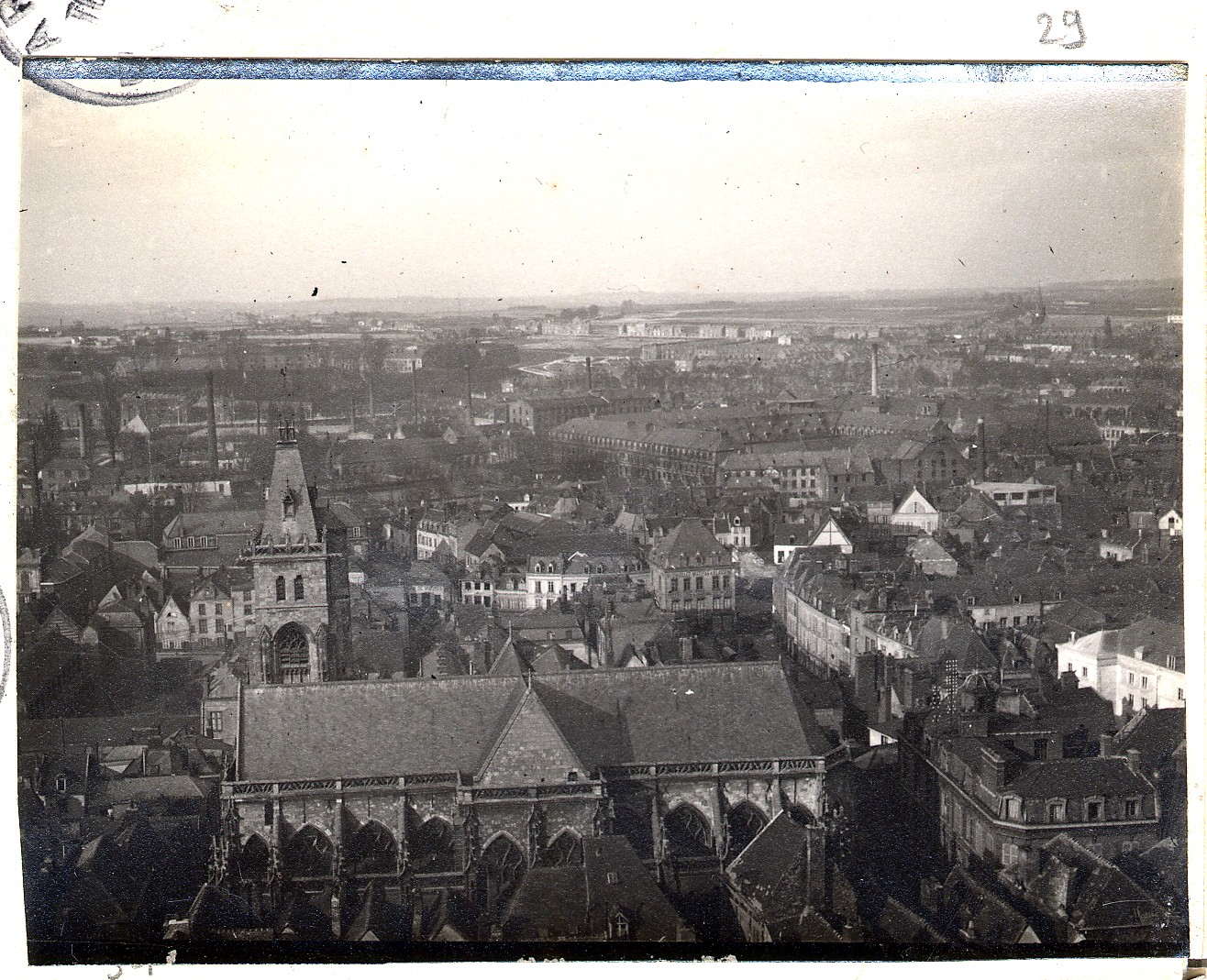
一战前的亚眠

16世纪末，西班牙人北上并入侵低地地区，法兰西国王亨利四世御用法国工程师让·埃拉尔主持修建亚眠城墙以加强当地的防御，并在1597年亚眠战役中取得胜利。
工业革命期间，亚眠迎来了大型的城市改造，形成了环绕城市中心的大道，公元18世纪时，亚眠地区的手工业和纺织业获得较快发展。不过，在18世纪中后期，亚眠地区遭受了严重的兽疫，造成牲畜大量死亡，导致物价上涨；同时，由于《英法自由贸易条约》的签订，很多工厂主盲目降低销售价格以扩大销量，致使工人的工资不断下降，岗位减少，失业率上升，最终导致了亚眠地区严重的饥荒。到法国大革命前夕，至少有1.1万人在此次饥荒中死亡，超过了当时亚眠总人口数量的1/4。
法国大革命结束后，亚眠成为了索姆省的省会。1802年3月27日，法国及其盟国西班牙、巴达维亚共和国（今荷兰）同英国在亚眠签订了《亚眠和约》，标志着反法同盟的破产。
十九世纪时，亚眠与周边多个城市修建了铁路，形成了法国北方的一个铁路枢纽，并随着工业革命的发展而一度成为法国十大城市之一。普法战争期间，让-约瑟夫·法尔率领法军在亚眠东郊与普鲁士军队进行了直面战争，史称维莱布勒托讷战役，最终亚眠未能被普鲁士攻占。
一战时期，亚眠所在地区为索姆河战役的主战场。1918年8月的亚眠战役是百日攻势的重要一环，标志着德军军事失败的开始，并使其在三个月后投降。
二战时期，亚眠处于沦陷区，被纳粹德国控制，二战后期，为切断纳粹的控制，亚眠东郊的隆戈铁路枢纽受到了联军的轰炸，亚眠最终于1944年8月31日解放。1962年，阿尔及利亚战争结束后，很多法裔阿尔及利亚人和亲法派阿尔及利亚人在亚眠定居。
1982年至2015年间，亚眠所在的索姆省和相邻的瓦兹省、埃纳省共同组建了皮卡第大区，亚眠成为首府和行政中心。2016年，皮卡第大区与相邻的北部-加来海峡大区合并，成立上法兰西大区，新首府迁至里尔。

## 地理

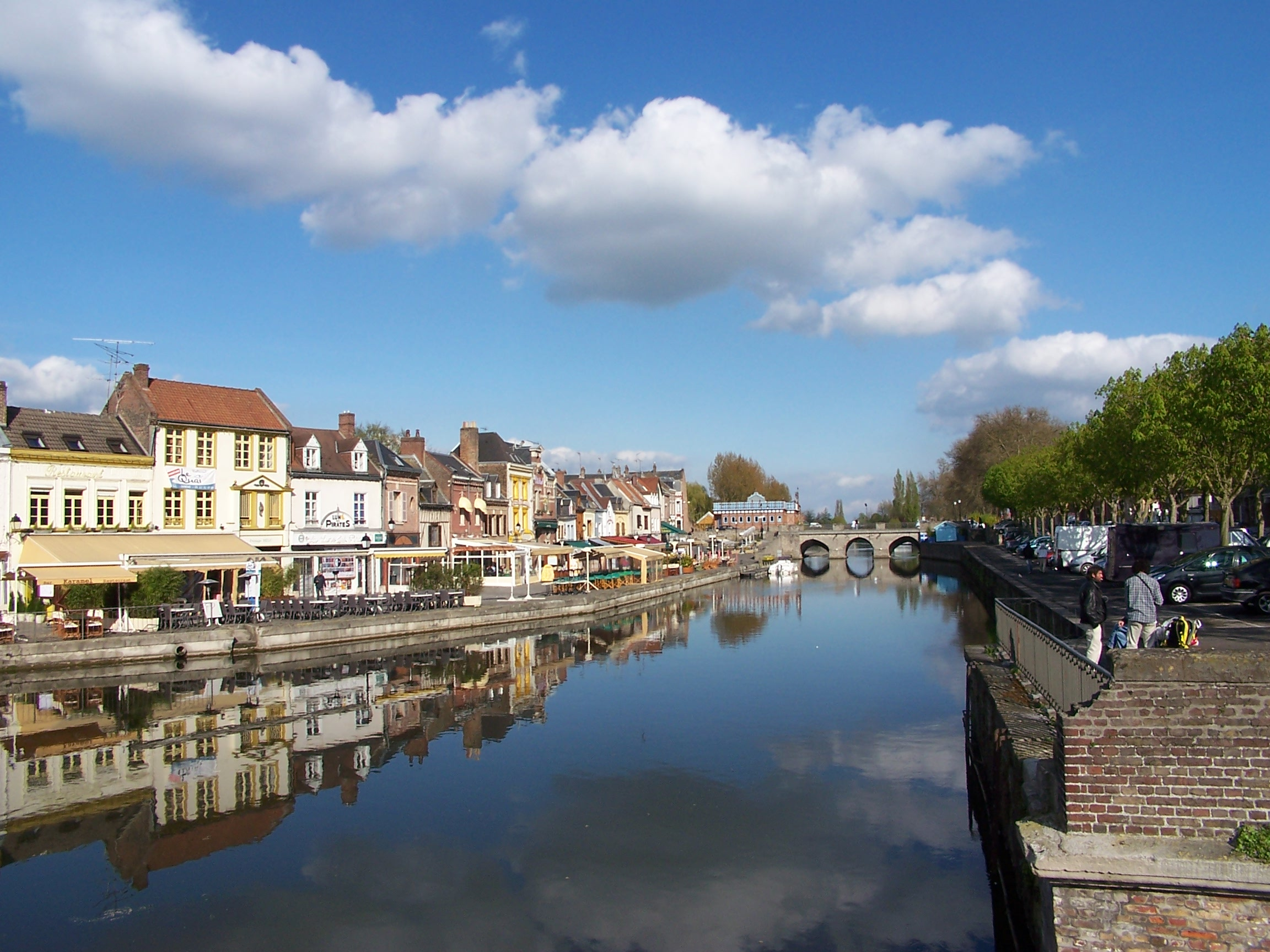
索姆河亚眠段

亚眠位于法国北部，上法兰西大区中部和索姆省的中东部，距离首都巴黎大约115公里。

### 地形
亚眠位于法国北部的索姆河平原地区，地形平坦，市区海拔在14至106米之间。

### 地质
亚眠位于索姆河所带来的冲积平原上，地表以现代冲积层为主，混有粉土和白垩成分，适合大部分农作物生长。

### 水文

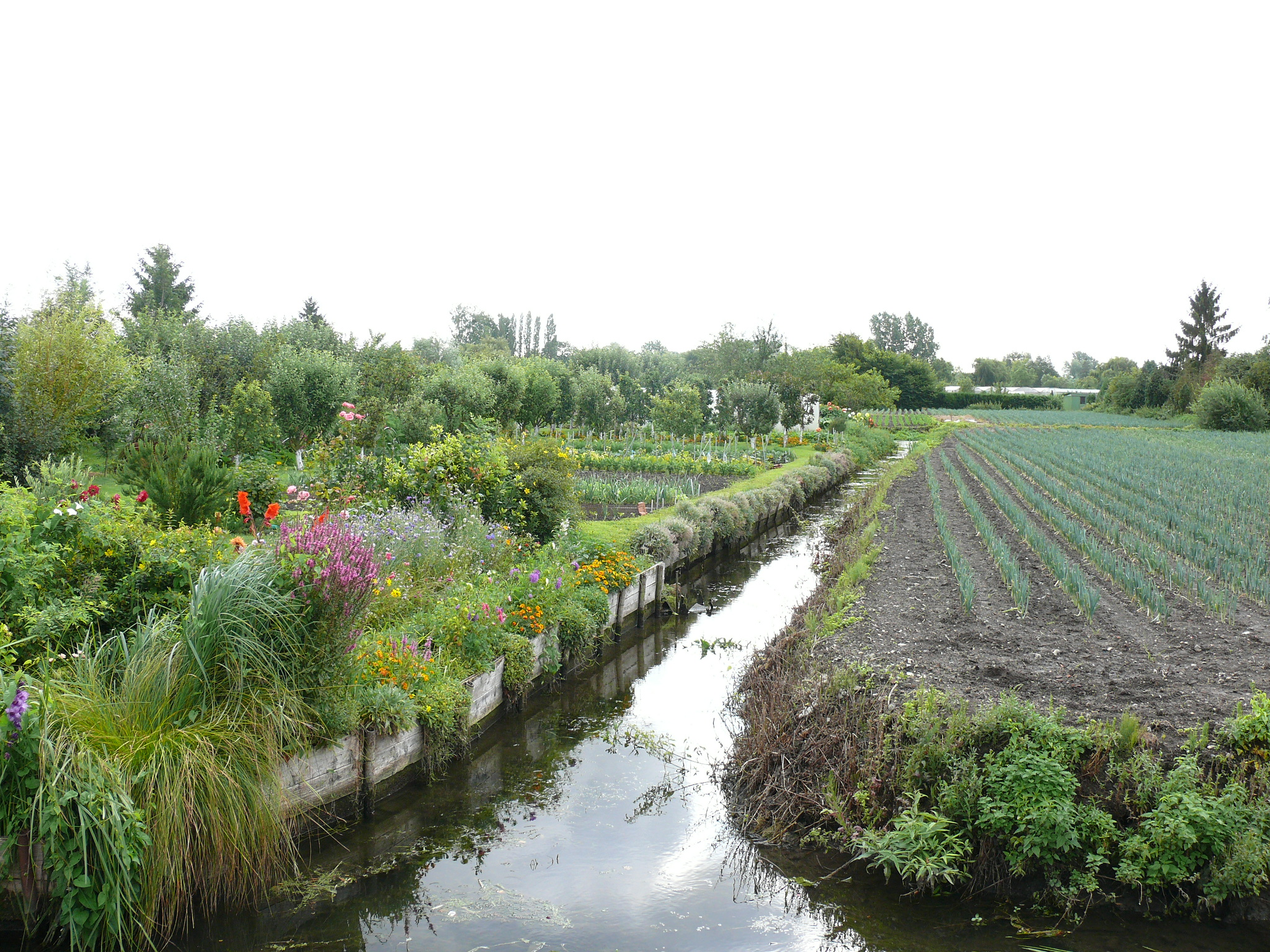
亚眠绿地

亚眠位于索姆河畔，其中中心城区位于索姆河左岸。该河水流平缓，在流经圣洛街区时呈辫状水系分布，将其切为岛状结构，故这一街区又被誉为“北方威尼斯”。

### 植被
亚眠属于温带阔叶林区，主要城市绿地分布于索姆河两岸，其中亚眠绿地面积约300公顷，索姆河呈网状从中穿过，形成了大片城市天然绿地，部分区域被开发为果园或城市农业区。而在亚眠市区，主要街道两侧均有行道树或绿化带，亚眠市政府也在大力推广种植计划，10年间累计新栽各类树木超过4900棵。
在鲜花城市的评比中，亚眠被评为4星级（最高级）鲜花城市。

### 气候
亚眠属于温带海洋气候区，年温差较小，降水分配均匀。
亚眠市区东郊的格利西设有气象站，以下为该气象站的数据：
| 格利西气象站1920–2015年数据 | 格利西气象站1920–2015年数据 | 格利西气象站1920–2015年数据 | 格利西气象站1920–2015年数据 | 格利西气象站1920–2015年数据 | 格利西气象站1920–2015年数据 | 格利西气象站1920–2015年数据 | 格利西气象站1920–2015年数据 | 格利西气象站1920–2015年数据 | 格利西气象站1920–2015年数据 | 格利西气象站1920–2015年数据 | 格利西气象站1920–2015年数据 | 格利西气象站1920–2015年数据 | 格利西气象站1920–2015年数据 |
| 月份                        | 1月                         | 2月                         | 3月                         | 4月                         | 5月                         | 6月                         | 7月                         | 8月                         | 9月                         | 10月                        | 11月                        | 12月                        | 全年                        |
| --------------------------- | --------------------------- | --------------------------- | --------------------------- | --------------------------- | --------------------------- | --------------------------- | --------------------------- | --------------------------- | --------------------------- | --------------------------- | --------------------------- | --------------------------- | --------------------------- |
| 历史最高温 °C（°F）         | 15.8 (60.4)                 | 19.4 (66.9)                 | 22.7 (72.9)                 | 26.7 (80.1)                 | 31.5 (88.7)                 | 36 (97)                     | 36.6 (97.9)                 | 38.1 (100.6)                | 32.2 (90.0)                 | 27.8 (82.0)                 | 20.7 (69.3)                 | 17.1 (62.8)                 | 38.1 (100.6)                |
| 平均高温 °C（°F）           | 6.7 (44.1)                  | 7.9 (46.2)                  | 11.5 (52.7)                 | 14.5 (58.1)                 | 18.6 (65.5)                 | 21.2 (70.2)                 | 23.7 (74.7)                 | 24.0 (75.2)                 | 20.2 (68.4)                 | 15.5 (59.9)                 | 10.1 (50.2)                 | 6.5 (43.7)                  | 15.0 (59.1)                 |
| 日均气温 °C（°F）           | 4.2 (39.6)                  | 4.8 (40.6)                  | 7.5 (45.5)                  | 9.6 (49.3)                  | 13.5 (56.3)                 | 16.0 (60.8)                 | 18.4 (65.1)                 | 18.5 (65.3)                 | 15.3 (59.5)                 | 11.6 (52.9)                 | 7.2 (45.0)                  | 4.0 (39.2)                  | 10.9 (51.6)                 |
| 平均低温 °C（°F）           | 1.6 (34.9)                  | 1.7 (35.1)                  | 3.6 (38.5)                  | 4.7 (40.5)                  | 8.4 (47.1)                  | 10.9 (51.6)                 | 13.1 (55.6)                 | 13 (55)                     | 10.4 (50.7)                 | 7.7 (45.9)                  | 4.1 (39.4)                  | 1.6 (34.9)                  | 6.7 (44.1)                  |
| 历史最低温 °C（°F）         | −14.6 (5.7)                 | −12.7 (9.1)                 | −10 (14)                    | −3.9 (25.0)                 | −1.2 (29.8)                 | 0.1 (32.2)                  | 4.5 (40.1)                  | 5.2 (41.4)                  | 1.1 (34.0)                  | −5.4 (22.3)                 | −9.5 (14.9)                 | −13.5 (7.7)                 | −14.6 (5.7)                 |
| 平均降水量 mm（）           | 47.1 (1.85)                 | 47.1 (1.85)                 | 46.9 (1.85)                 | 44.3 (1.74)                 | 48.4 (1.91)                 | 55.2 (2.17)                 | 61 (2.4)                    | 55.6 (2.19)                 | 44.5 (1.75)                 | 59.2 (2.33)                 | 58.2 (2.29)                 | 63.7 (2.51)                 | 631.2 (24.84)               |
| 月均日照時數                | 70.6                        | 78.5                        | 125                         | 172.2                       | 195.5                       | 209.3                       | 216.9                       | 209.2                       | 158.8                       | 117.4                       | 69.8                        | 56.6                        | 1,679.8                     |
| 来源：Infoclimat            |                             |                             |                             |                             |                             |                             |                             |                             |                             |                             |                             |                             |                             |

## 行政区划
亚眠是法国上法兰西大区索姆省的一个市镇，编号为80021，它也是索姆省的省会。亚眠下辖亚眠区，隶属于索姆省第三选区，管理亚眠第一县、第二县、第三县、第四县、第五县、第六县和第七县共7个省级选区，同时也是亚眠都会城市圈公共社区的办公驻地。
法国国家统计与经济研究所（简称）在进行数据统计时，将亚眠及相邻的另外10个市镇设为亚眠城市核心区，并将包括核心区在内的周边共210个市镇划为亚眠城市区。自2020年起，亚眠城市区被包含369个市镇的亚眠城市辐射区代替。此外，还将亚眠市镇分为了52个“块区”（IRIS），以便于统计人口分布情况。
| 亚眠行政区划 | 亚眠行政区划 | 亚眠行政区划 | 亚眠行政区划        | 亚眠行政区划 | 亚眠行政区划 | 亚眠行政区划 |
| --- | ------------ | ------------ | ------------------- | ------------ | ------------ | ------------ |
| 火车站-河谷 圣阿舍尔 圣莫里斯- · 埃姆城郊 鸽舍- · 亚眠北 河谷- · 圣拉德尔 蒙蒂耶尔-埃图维 圣皮埃尔 市中心 小圣让- · 勒南库尔 圣安娜 龙皮十字架-魁北克 酒藤谷- · 保罗·克洛岱尔 圣奥诺雷 圣罗克-拉奥图瓦 亨利城 马里沃 隆普雷 圣勒 |              |              |                     |              |              |              |
| 街区名称* | 街区原名     | 所含块区数量 | 人口数量 （2014年） |              |              |              |
| 隆普雷 |              | 1            | 580                 |              |              |              |
| 河谷-圣拉德尔 |              | 2            | 2,001               |              |              |              |
| 鸽舍-亚眠北 |              | 6            | 10,260              |              |              |              |
| 马里沃 |              | 2            | 4,839               |              |              |              |
| 蒙蒂耶尔-埃图维 |              | 5            | 9,383               |              |              |              |
| 圣莫里斯-埃姆城郊 |              | 5            | 11,441              |              |              |              |
| 圣勒 |              | 1            | 4,231               |              |              |              |
| 圣皮埃尔 |              | 4            | 10,214              |              |              |              |
| 小圣让-勒南库尔 |              | 2            | 5,243               |              |              |              |
| 圣罗克-拉奥图瓦 |              | 3            | 8,096               |              |              |              |
| 市中心 |              | 2            | 6,066               |              |              |              |
| 火车站-河谷 |              | 1            | 2,566               |              |              |              |
| 圣奥诺雷 |              | 5            | 12,016              |              |              |              |
| 酒藤谷-保罗·克洛岱尔 |              | 2            | 6,023               |              |              |              |
| 龙皮十字架-魁北克 |              | 8            | 15,867              |              |              |              |
| 亨利城 |              | 3            | 6,979               |              |              |              |
| 圣安娜 |              | 3            | 6,995               |              |              |              |
| 圣阿舍尔 |              | 3            | 9,927               |              |              |              |
| *中文名称非官方正式翻译，仅供参考 |              |              |                     |              |              |              |

## 交通

### 公路

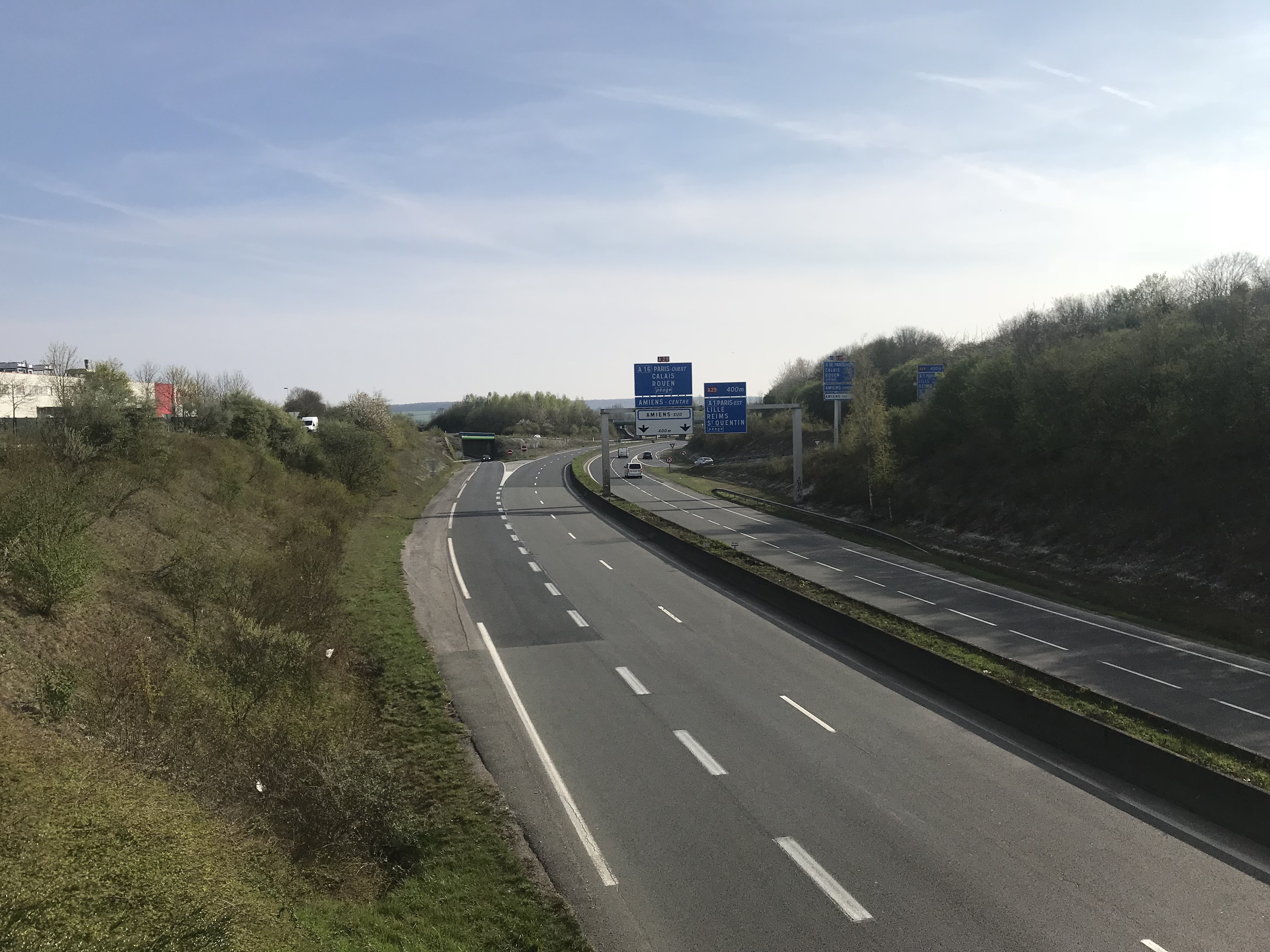
亚眠环城公路东段

法国国家A16高速公路和A29高速公路在亚眠十字交汇，并通过亚眠环城公路过境，另有法国国道N1线和十余条索姆省省道在亚眠交汇。索姆省城际交通是一个省级的公共交通运营机构，其线路网内有多条连接亚眠市区和周边一些市镇的常规或校车线路，上法兰西大区公共交通提供前往博韦和上皮卡第TGV站的摆渡车。此外，一些跨国客运汽车公司也提供途径亚眠前往巴黎、伦敦及低地国家主要城市的长途大巴线路，其中弗利克斯巴士提供前往南特的直达线路，途径鲁昂、卡昂、阿夫朗什和雷恩。
2017年，60.3%的亚眠居民拥有至少一辆私人汽车。亚眠市区内设有约六万个免费停车位，另有一万个付费停车位，其中4,500个位于地下或室内。2019年，亚眠市区内共发生交通事故174起，共造成4人遇难，10人重伤，191人轻伤。

### 铁路

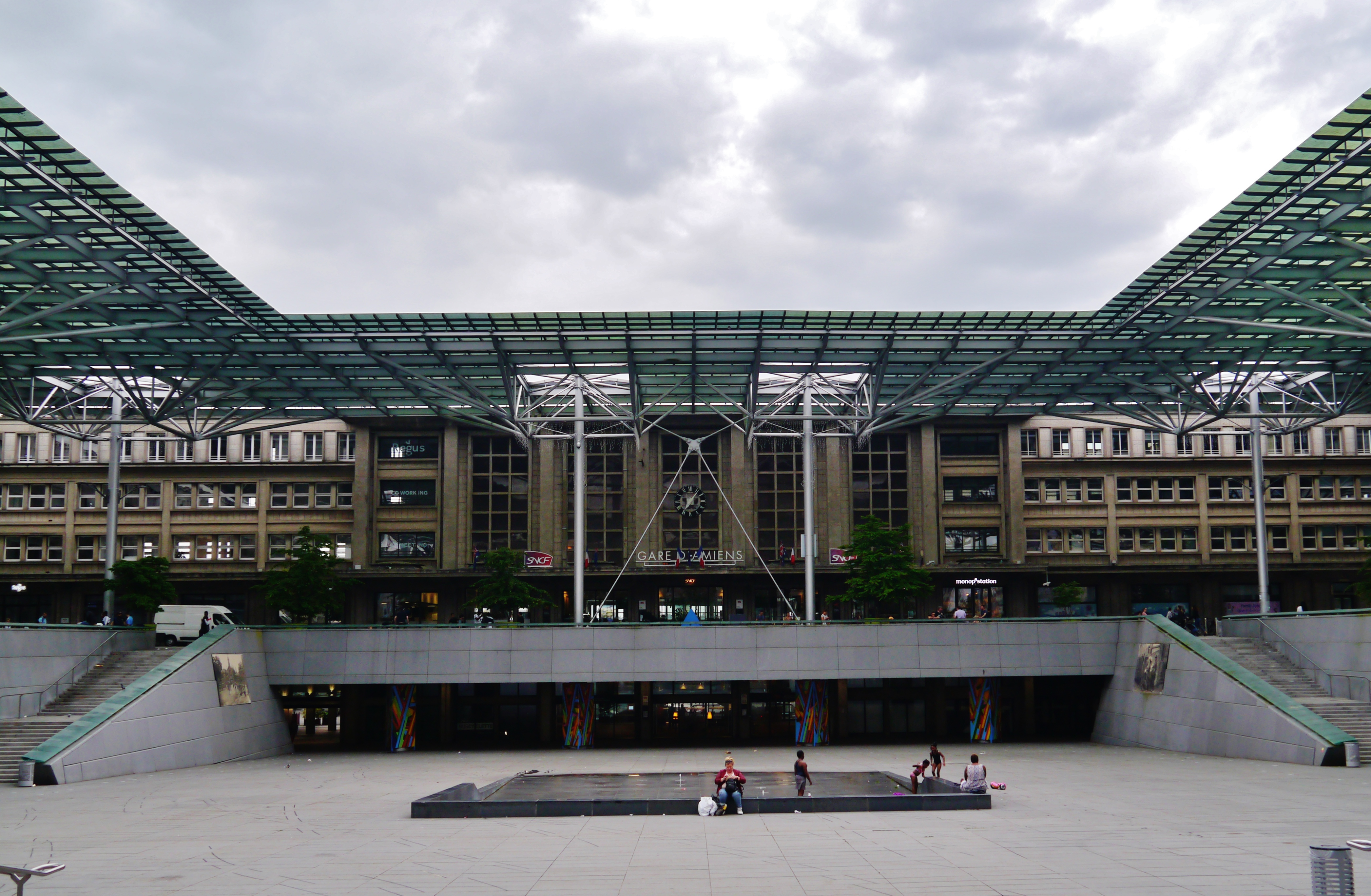
亚眠火车站及前方的广场

亚眠是一个区域性的铁路枢纽，前往巴黎、加来、里尔、拉昂、鲁昂和贡比涅五个方向的铁路在亚眠附近交汇。第一条连接亚眠的铁路为1846年建成的隆戈－布洛涅城铁路，彼时，该铁路为英法间海陆联运的重要组成部分，由于该铁路由北方铁路公司建设和运营，故亚眠火车站又被称为“火车北站”（Gare du Nord）。直通首都巴黎和里尔之间的巴黎－里尔铁路途径亚眠市区东郊的隆戈境内，并设有隆戈站，距离亚眠市区仅3公里，在法国高速铁路北线建成之前，该站停靠大量长途列车，现为区域性的乘降所。
亚眠站位于亚眠老城区东部，是一个半尽头式的铁路车站。该站是亚眠市区的主要铁路客运车站，开行前往巴黎、圣康坦、拉昂、里尔、滨海布洛涅、鲁昂和贡比涅等地的区域列车。2018年，亚眠火车站共发送旅客524.5万人次。自2019年12月15日起，亚眠还将新开一趟直达敦刻尔克的区域高速列车。圣罗克站位于亚眠市区西南部，是一个区域性的铁路乘降所，可前往阿布维尔和塞尔克厄，所有停靠该站的列车也都停靠亚眠站。
除此之外，亚眠市区东郊大约40公里的上皮卡第TGV站同样服务于亚眠，并通过摆渡车连接亚眠市区，该站位于法国高速铁路北线上，是一个高速铁路车站，可直达巴黎戴高乐机场、马恩拉瓦莱、里昂、里尔、马赛、蒙彼利埃、波尔多、普瓦捷、雷恩、南特、勒芒等地，同时开通Ouigo服务。

### 航空
亚眠-格利西飞行场位于亚眠东郊的格利西境内，是一个区域性飞行场，供军事训练及私人或包机航班停靠。距离亚眠最近的民用机场为博韦-提耶机场，该机场是一个廉价航空站，停靠前往欧洲主要城市的廉价航班。亚眠市区距离巴黎戴高乐机场和里尔莱坎机场的距离分别为98公里和96公里。

### 城市公共交通

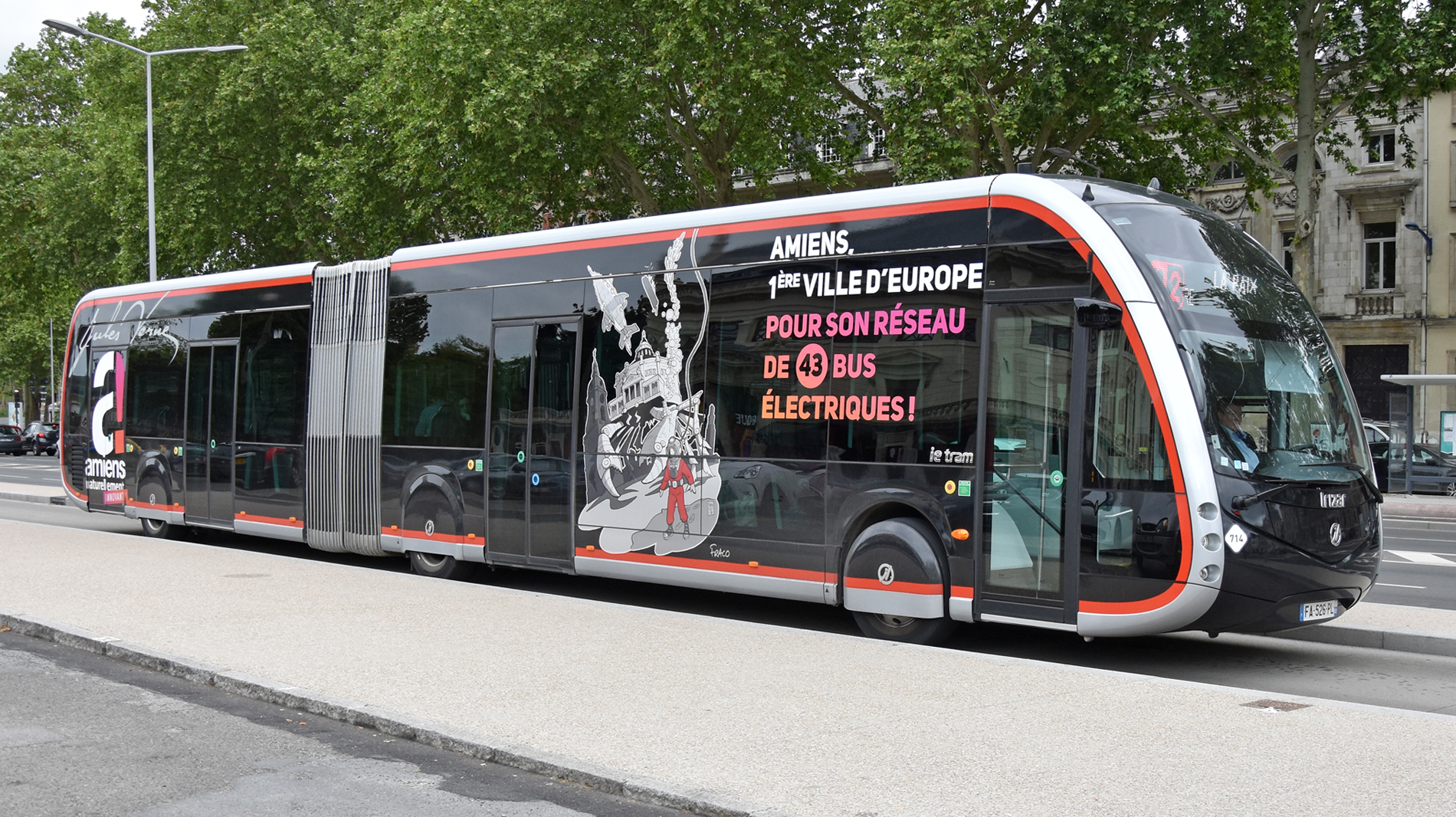
亚眠大容量公交线

19世纪末，亚眠市区开始出现公共交通系统，其中亚眠早期有轨电车启用于1891年，后因乘客数量下降和二战影响而于1940年停止运行。1946年至1964年间，亚眠市区曾有无轨电车运行。21世纪初，现代亚眠有轨电车修建计划被提出，后被大容量公交代替。
亚眠城市公共交通是当地的城市公共交通系统，其商业名称为，由亚眠都会城市圈公共社区管理，凯奥雷斯负责运营。2018年，该线路网累计运送旅客1320万人次。2019年5月11日，亚眠大容量公交車輛（商业名称为）投入运营，成为法国规模最大的电动公交运输网络。截止2019年11月，亚眠城市公共交通系统共有各类公交线路38条，另有十余条校车线路和6条定制公交线路，其线路网覆盖了亚眠都会城市圈公共社区的所有市镇。
2008年，亚眠市政府开始提供Vélam共享单车服务，旨在推广绿色出行理念，减少私人汽车的使用。

## 政治
现任亚眠市长为布丽吉特·富雷女士，自2014年4月4日起担任，为民主人士和独立人士联盟的一名成员，在2020年亚眠市政选举中以45.79%的支持率获得连任。
| 亚眠历届市长   |               |                                         |
| 任期           | 市长          | 党派                                    |
| 1944年－1953年 | 莫里斯·瓦斯特 | SFIO工人国际法国支部                    |
| 1953年－1959年 | 卡米耶·戈雷   | SFIO工人国际法国支部                    |
| 1959年－1971年 | 莫里斯·瓦斯特 | SFIO工人国际法国支部 →DVG左翼无党派人士 |
| 1971年－1989年 | 勒内·朗       | PCF法国共产党                           |
| 1989年－2002年 | 吉勒·德罗宾   | UDF法国民主联盟                         |
| 2002年－2007年 | 布丽吉特·富雷 | UDF法国民主联盟                         |
| 2007年－2008年 | 吉勒·德罗宾   | UDF法国民主联盟 →Centriste中间派        |
| 2008年－2014年 | 吉勒·德马伊   | PS社会党                                |
| 2014年－       | 布丽吉特·富雷 | UDI民主人士和独立人士联盟               |

在2017年法国大选的第一轮和第二轮选举当中，法国现任总统马克龙在亚眠分别获得28.01%和72.63%的支持率，均居所有候选人首位。
根据法国2014年出台的县级行政区划改革方案，自2015年1月1日起，亚眠是亚眠第一、第二、第三、第四、第五、第六和第七共7个县的行政中心，仅保留省级行政选举功能，且不再隶属于亚眠区。

## 人口
2018年，亚眠市镇人口数量为133,891，在法国排名第27位。其中男性63,644人，女性70,413人，75岁及以上人口占6.0%，外籍人口数量为44,854人，人口密度为2,707人/平方公里，当地居民被称为（男性）或（女性）。2019年，亚眠境内出生1,574人，死亡人口1,126人。
| 年份   | 1936   | 1946   | 1954   | 1962    | 1968    | 1975    | 1982    | 1990    | 1999    | 2006    | 2011    | 2018    |
| ------ | ------ | ------ | ------ | ------- | ------- | ------- | ------- | ------- | ------- | ------- | ------- | ------- |
| 人口數 | 93,773 | 84,761 | 92,506 | 105,433 | 117,888 | 131,476 | 131,332 | 131,872 | 135,501 | 136,105 | 133,327 | 133,891 |

## 经济

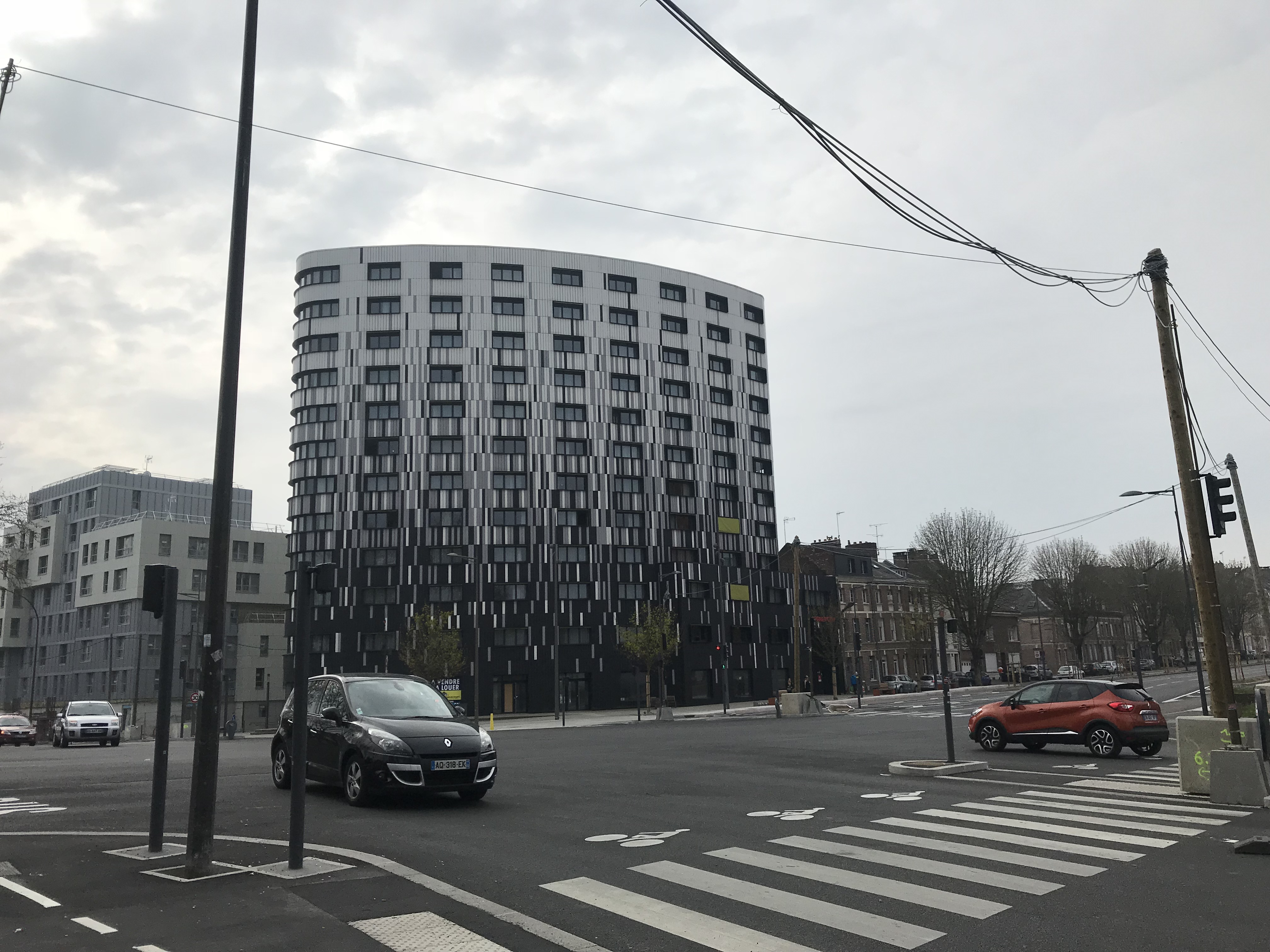
亚眠的一处写字楼。

### 产业分布
亚眠是法国北部重要的工商业城市，亚眠皮卡第工商会的所在地，当地的经济发展事务由亚眠市政府直接负责协调和管理。
在第一产业方面，亚眠位于法国北部平原区，地形平坦，水源充足，适合大多数温带农作物生长，同时也是具备大规模机械化农业生产的条件。当地政府大力推广地方农业自给自足化发展，同时强调农业生产在亚眠经济当中的重要地位。在第二产业方面，亚眠在工业革命时期为重要的纺织和印染中心，并于20世纪初达到顶峰，二战后亚眠逐渐转型成为一座综合型的轻工业城市，市区附近出现了多个工业开发区，并承接了一些来自巴黎地区的工业部门。在第三产业方面，亚眠是法国北方的一个历史文化中心，自20世纪中后期开始，依托亚眠大学，亚眠逐渐发展成为一座科教城市，同时依靠其交通优势，大批物流企业也在亚眠落户，为当地提供了较多的就业岗位。
截至2021年5月，亚眠境内共有各类用人单位18,283家，平均历史为15年，其中97.57%为中小型企业（PME）。（汽车配件生产）、（制药）及（机车车辆制造）是当地2019年营业额最高的三个企业，分别为273,025,352欧元、188,882,429欧元和129,324,201欧元。

### 财政收入
2019年，亚眠的财政收入总额为153,510,000欧元，财政支出总额为134,988,000欧元，当年的债务总额为78,377,100欧元。2020年，亚眠共获得44,081,683欧元的国家财政补助，比上一年增加了0.01%。
2017年，亚眠的人均月收入总额为2,094欧元，其中高级职员为3,642欧元，低于法国平均水平（4,214欧元）；中级职员为2,176欧元，低于法国平均水平（2,353欧元）；普通职员为1,598欧元，亦低于法国平均水平（1,690欧元）。
2017年，亚眠境内的青壮年（15至64岁）失业率为20.3%，当地43.1%的家庭拥有纳税资格，平均纳税3,787欧元，低于法国平均水平（3,888欧元）。

## 社会事务

### 教育

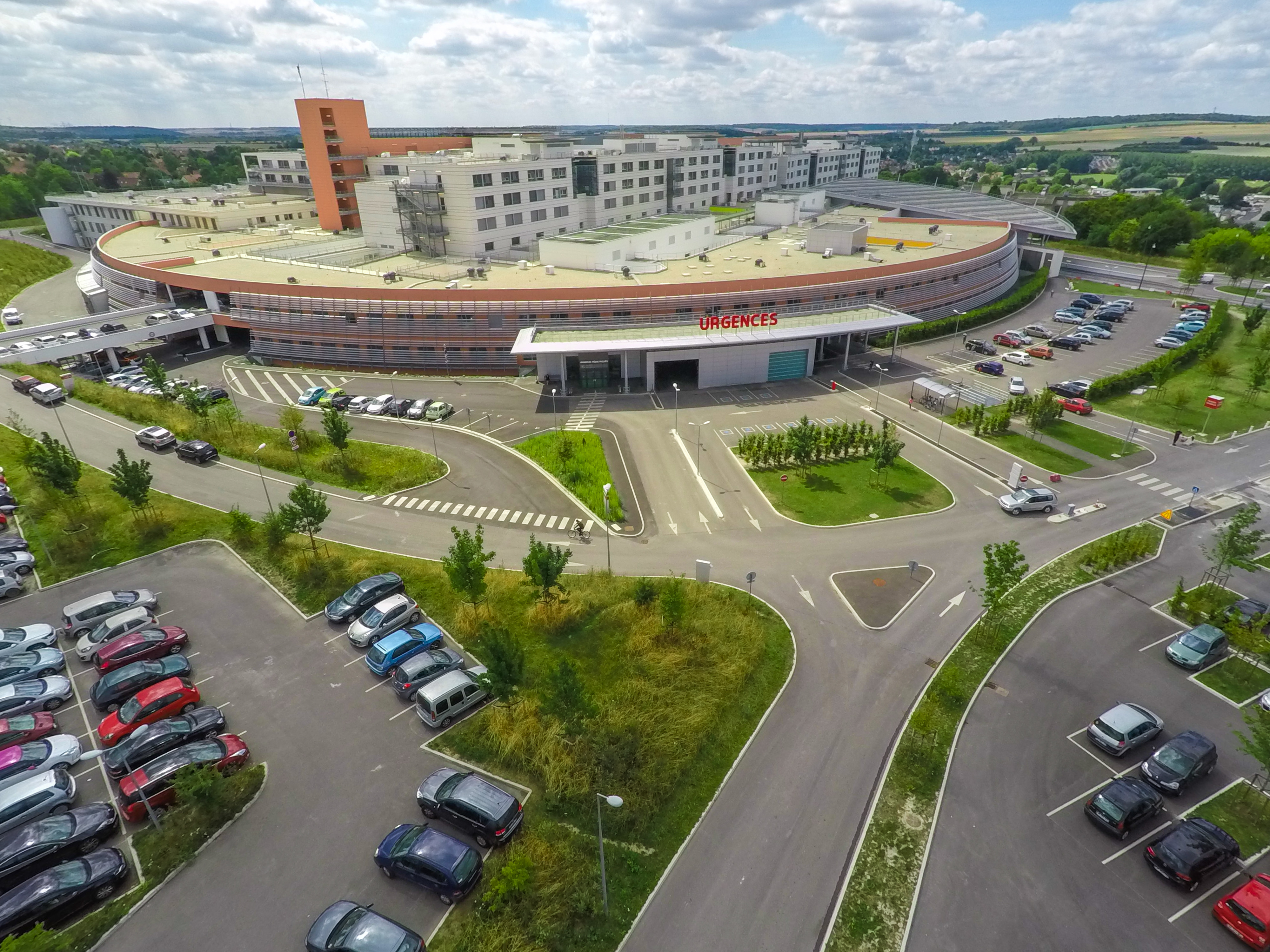
亚眠大学附属大区中心医院

亚眠是亚眠学区的总部所在地。截止2019年1月1日，亚眠境内共有34所幼儿园、59所小学、16所初级中学、13所普通高中和12所职业高中，另有15所卫生学校或职业培训中心。2018年，亚眠圣玛丽-大勒布朗初级中学（Collège de Saint-Marie-Grand-Lebrun）的毕业生中考通过率为100%，其中12分以上（满分20分）的人数占82%，是亚眠综合成绩最高的初级中学，在法国2295所高中里面排名第108位。2018－2019年学年度，亚眠境内中等阶段在校学生总人数为17,433人。
亚眠也是法国的重要大学城之一，皮卡第儒勒-凡尔纳大学又名“亚眠大学”，是一所法国公立综合性大学，成立于1970年，学生总数超过3万，除亚眠外，该大学还在原皮卡第大区内的五个城市设有校区。

### 医疗
截止2019年1月1日，亚眠境内共有全科医生189名、保健师131名、牙医67名、护士124名、耳科医生11名、眼科医生27名、皮肤科医生13名、助产士18名、儿科医生16名和妇科医生23名。境内共有药房56家、养老院11家、残疾人帮扶中心16家。
亚眠-皮卡第大学附属中心医院是法国的一个区域性医疗机构，也是法国30所大区中心医院之一，该医院在亚眠市区设有三个病区：
- 南部医院（CHU Amiens Site Sud），设有床位1,099个[社 45]
- 北部医院（CHU Amiens Site Nord），设有床位197个[社 46]
- 圣维克多中心医院（CHU Amiens Centre Saint Victor），设有床位365个[社 47]

除此之外，亚眠市中心还有“亚眠联合医院”（Alliance vision Amiens），是当地的一家私立医疗机构。

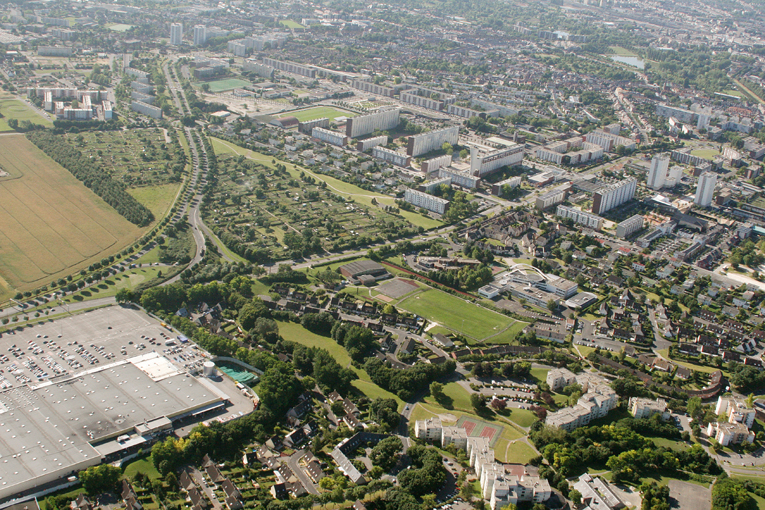
亚眠城北居住区

### 住房
2017年，亚眠境内共有各类住房73,541套，其中35.6%为独立式居民区，63.4%为集中式居民区。常住房屋占亚眠市镇范围内居民建筑总量的88.7%。其中88.9%为常住居民住房。
亚眠境内的住房建设规划及改造由亚眠都会城市圈公共社区负责，并实施由国家住房部颁布的各类计划和法案。
在住房保障政策方面，2017年，亚眠境内共有30,682户家庭获得了住房经济补助，受益人数占总人口数量的22.9%，其中30,299份为房租补助。

### 商业

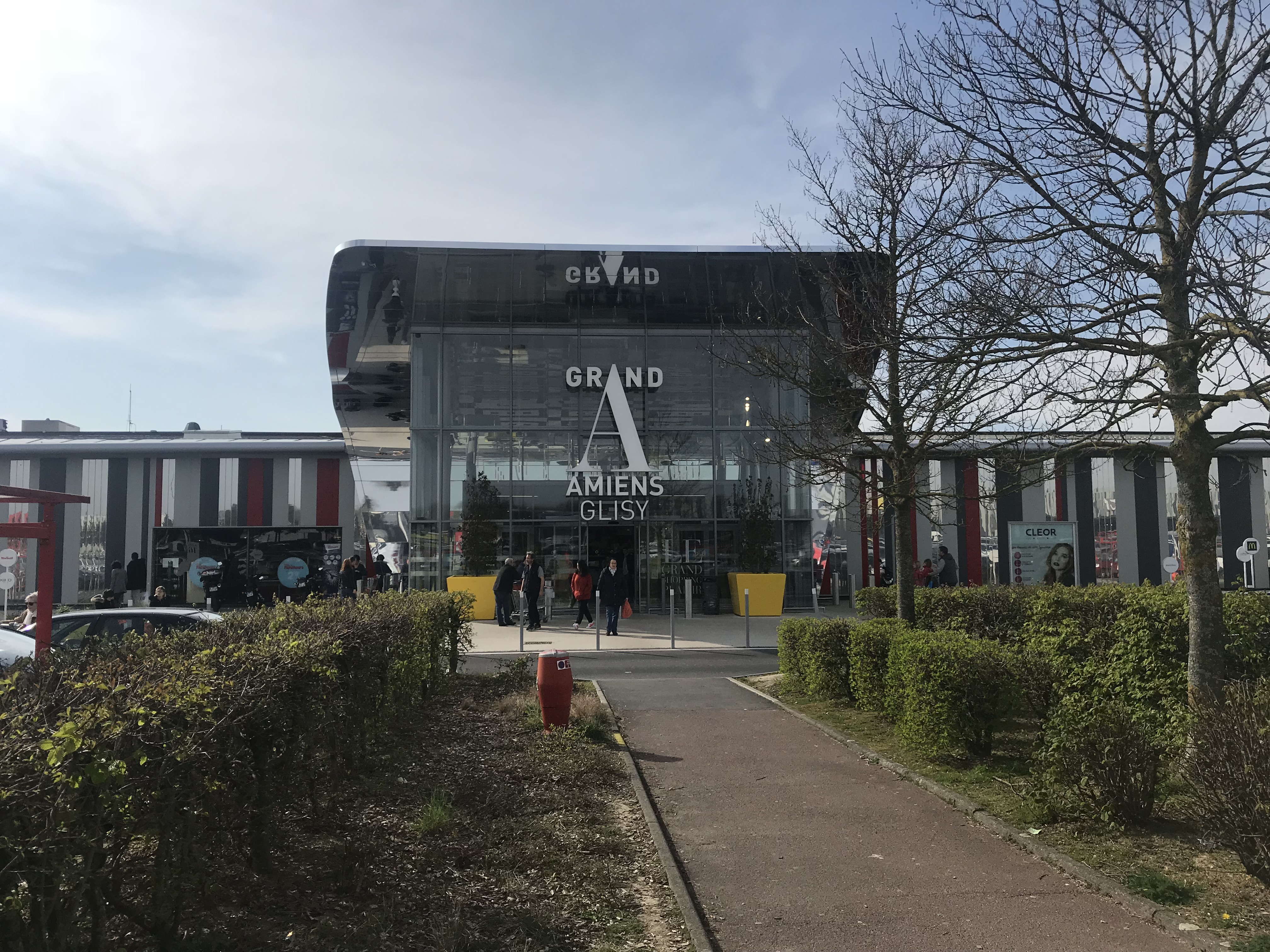
位于亚眠市东郊的一处商业中心

2019年，亚眠境内共有各类实体商铺2,582家，其中餐厅479家、大型超市26家、杂货店37家、面包房90家、肉铺49家、书店27家、装饰品店5家、银行门店73家、美容美发店180家、汽车维修店95家，个体性的商铺主要位于亚眠市中心历史城区，市区南北两端以及市区东部的格利西境内均建有大型开放式商业街区。

### 体育

独角兽体育场

2019年，亚眠境内共有5家游泳池、33间体育馆、5座综合体育场、47处网球场、1处马术场、41处足球或橄榄球场以及20处篮球或排球场。亚眠市政府提供多个体育项目的训练场地。1969年和1999年，亚眠两次获得由法国《队报》授予的法国年度体育城市称号。
亚眠竞技俱乐部是亚眠的一个足球俱乐部，成立于1901年，自2017年起首次参加法国足球甲级联赛，2021至2022赛季参加法国足球乙级联赛，其主场独角兽球场位于亚眠市区西部，可容纳观众1.2万人，于2017年进行了大规模的改造。
除亚眠竞技俱乐部以外，截至2021年5月，亚眠境内还有22家注册足球俱乐部，其中包括两支五人制足球队。亚眠体育俱乐部（RC Amiens）是当地的一支地方性足球队，2021至2022赛季参加上法兰西大区足球联赛
亚眠大学运动员俱乐部是一支综合田径项目的俱乐部，成立于1960年，现参加法国队际运动员冠军联赛。

### 环境
亚眠境内的环境和可持续发展事务由亚眠都会城市圈公共社区负责。截止2019年11月，亚眠所在的城市圈公共社区共有9处集中式污水处理中心、20个取水处，此外亚眠都会城市圈公共社区还定期收集和清理居民生活垃圾，同时为当地居民开提供特殊垃圾回收处理服务，可满足亚眠的日常城市运作。
2015年，亚眠市区内共有15家污染企业，当年的一氧化碳浓度平均值为190 µg/m³，二氧化氮浓度平均值为21,5 µg/m³，臭氧浓度平均值为44µg/m³，二氧化硫浓度平均值为1µg/m³，颗粒物平均值为21µg/m³，水体坤化物平均值2.8µg/L，硝酸盐平均值32.3 mg/L。

### 治安
亚眠市区内共有10个派出所、1个国家宪兵队和1个消防站。格勒尼耶·贝尔纳消防应急处理中心（caserne Grenier Bernard）自2019年10月起投入运营。
2014年，亚眠及其附近地区共发生各类案件12,632起，其中盗窃类案件7,314起，经济类案件1,055起，人身侵犯类案件2,960起，毒品交易和运输案件910起。

## 文化
2019年，亚眠境内共有5家剧场、3家电影院、3家博物馆和1家音乐厅。亚眠市政府提供多媒体中心，向公众全年开放。

### 建筑
亚眠境内有多处历史建筑。其中建于13世纪末的亚眠大教堂高达42米，建成之初为世界最高建筑物，二战时期被损毁，重建时基本保持其原貌，自1981年起被列入《世界文化遗产》名录。同样列入该名录的还有亚眠钟楼，后者作为56个比利时和法国的钟楼之一，已于2007年被列入世界文化遗产名录。儒勒·凡尔纳马戏团建于1889年，现为当地重要的文化交流中心。20世纪50年代建成的亚眠文化宫则是一个现代化的大型综合文艺中心，包括电影院、歌剧院、青少年活动中心等多个下属部门，是法国文化部直属的国家级剧场。

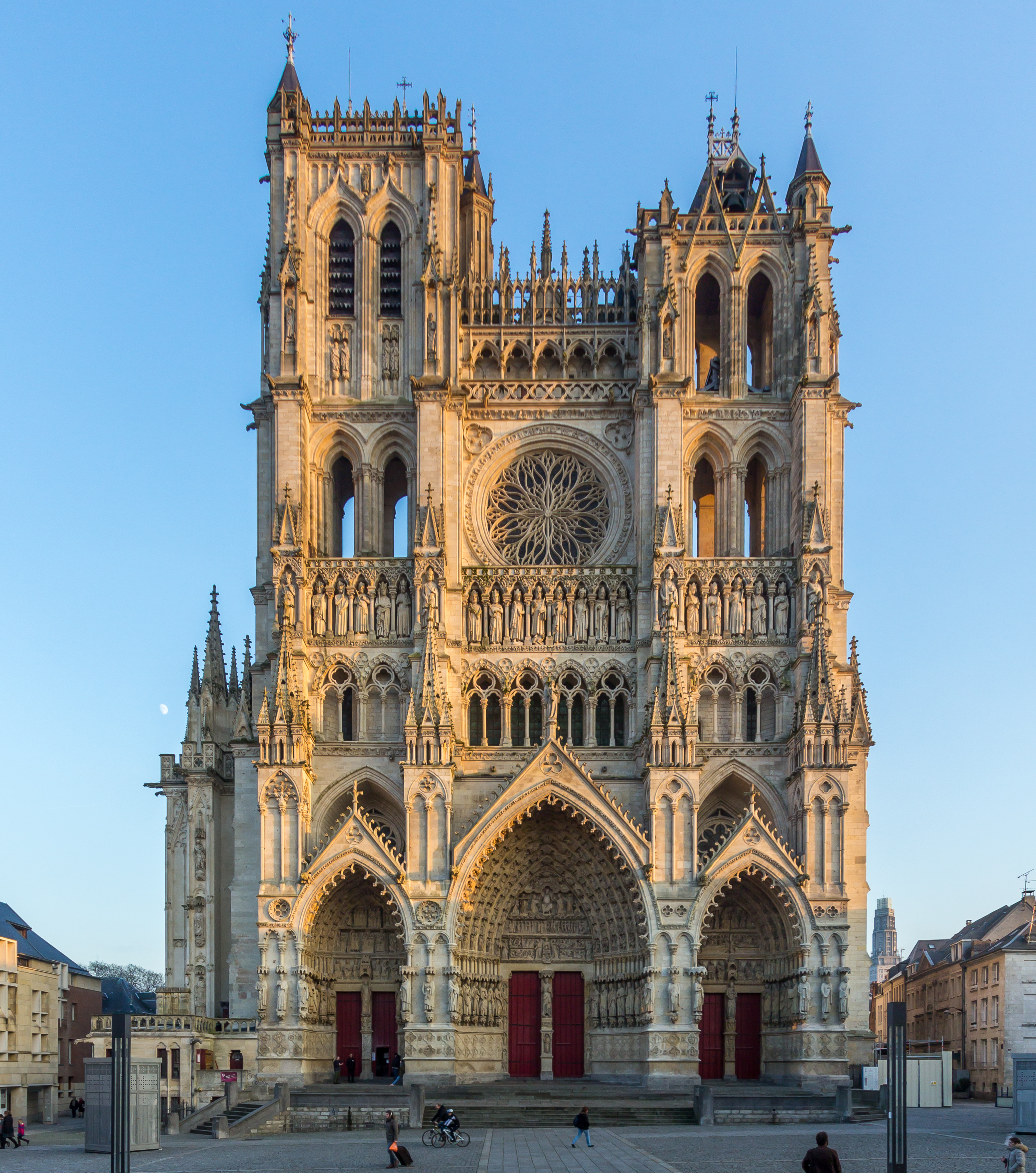
亚眠大教堂
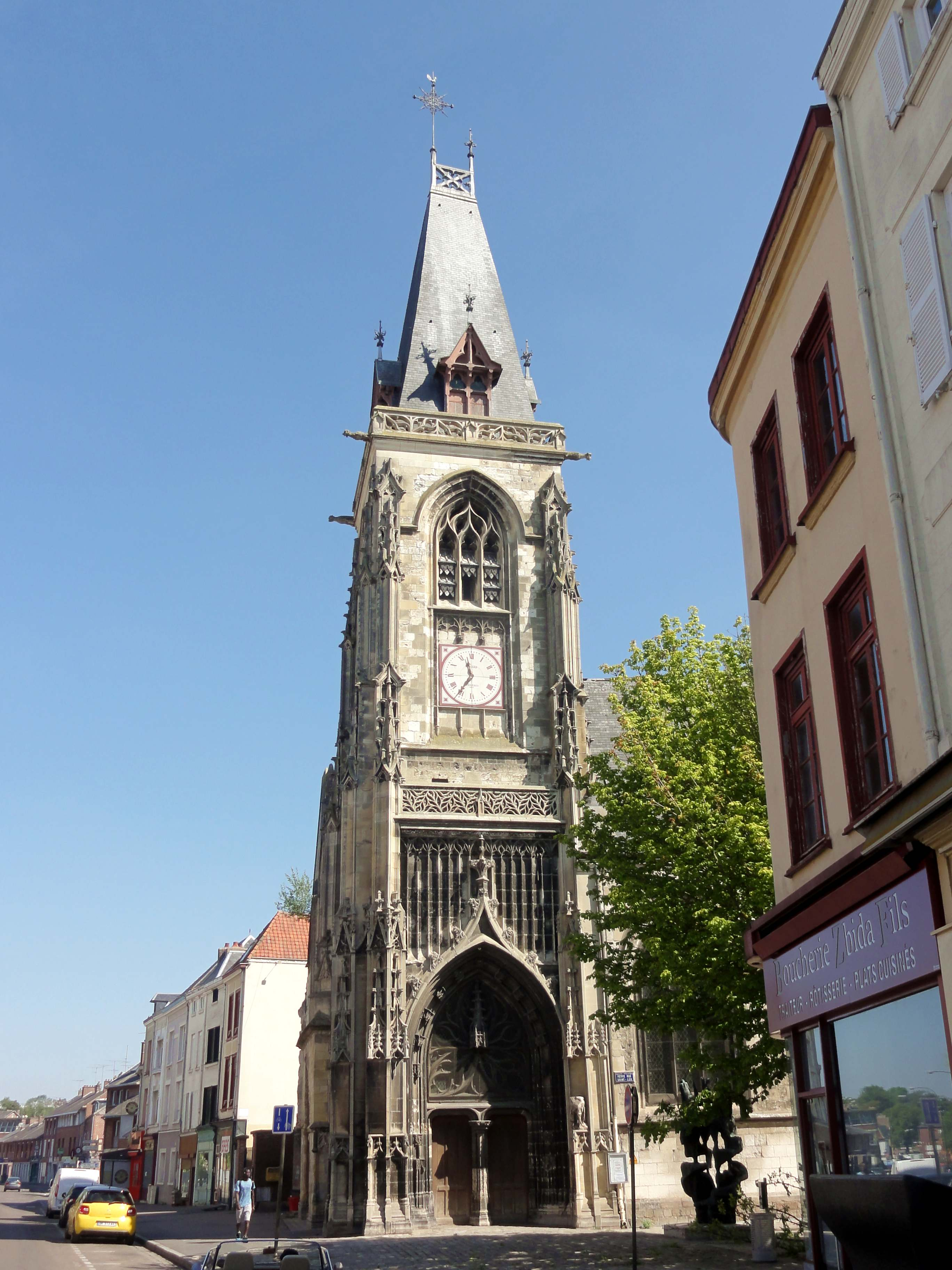
圣卢普斯堂
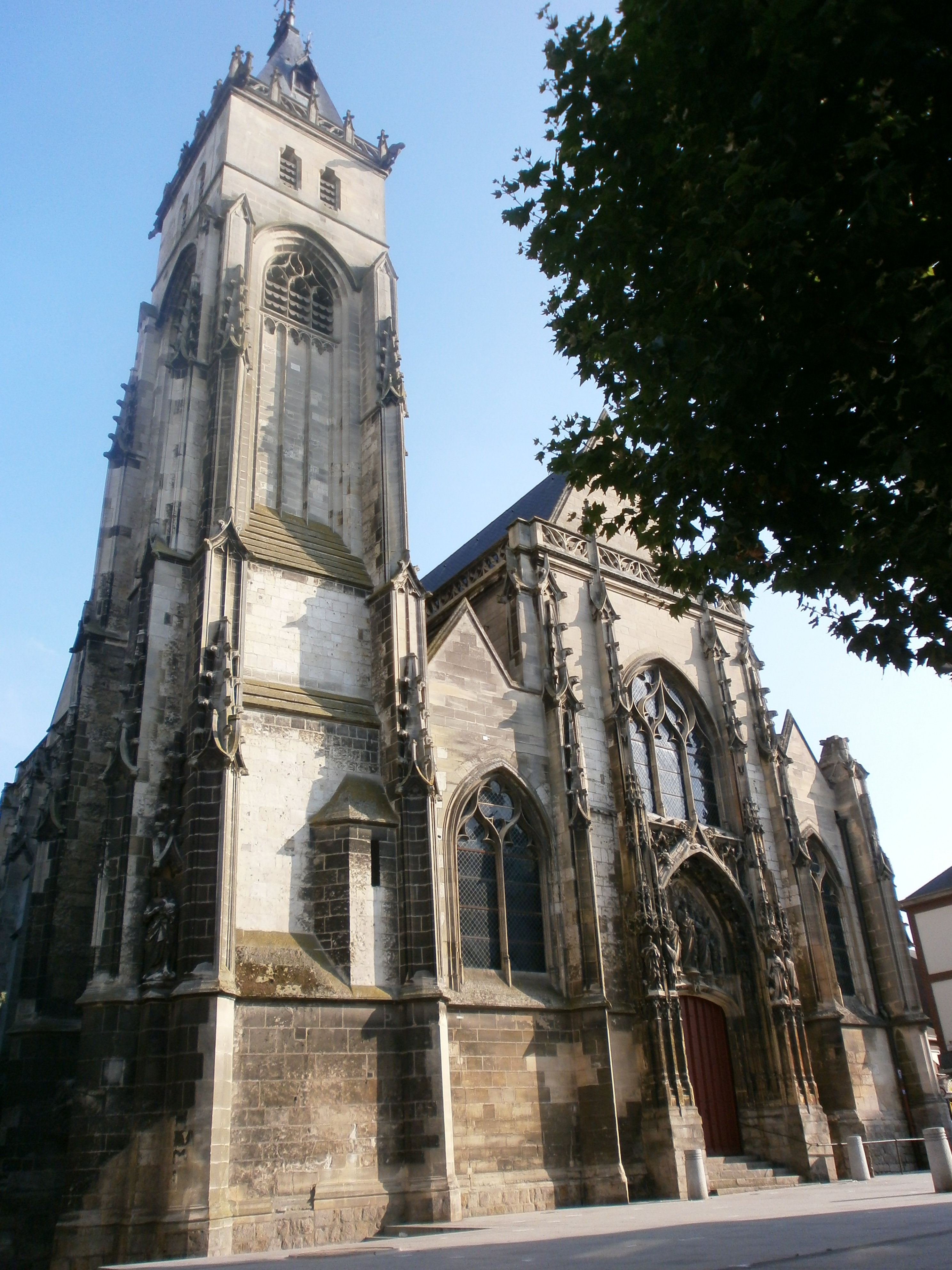
圣日耳曼堂
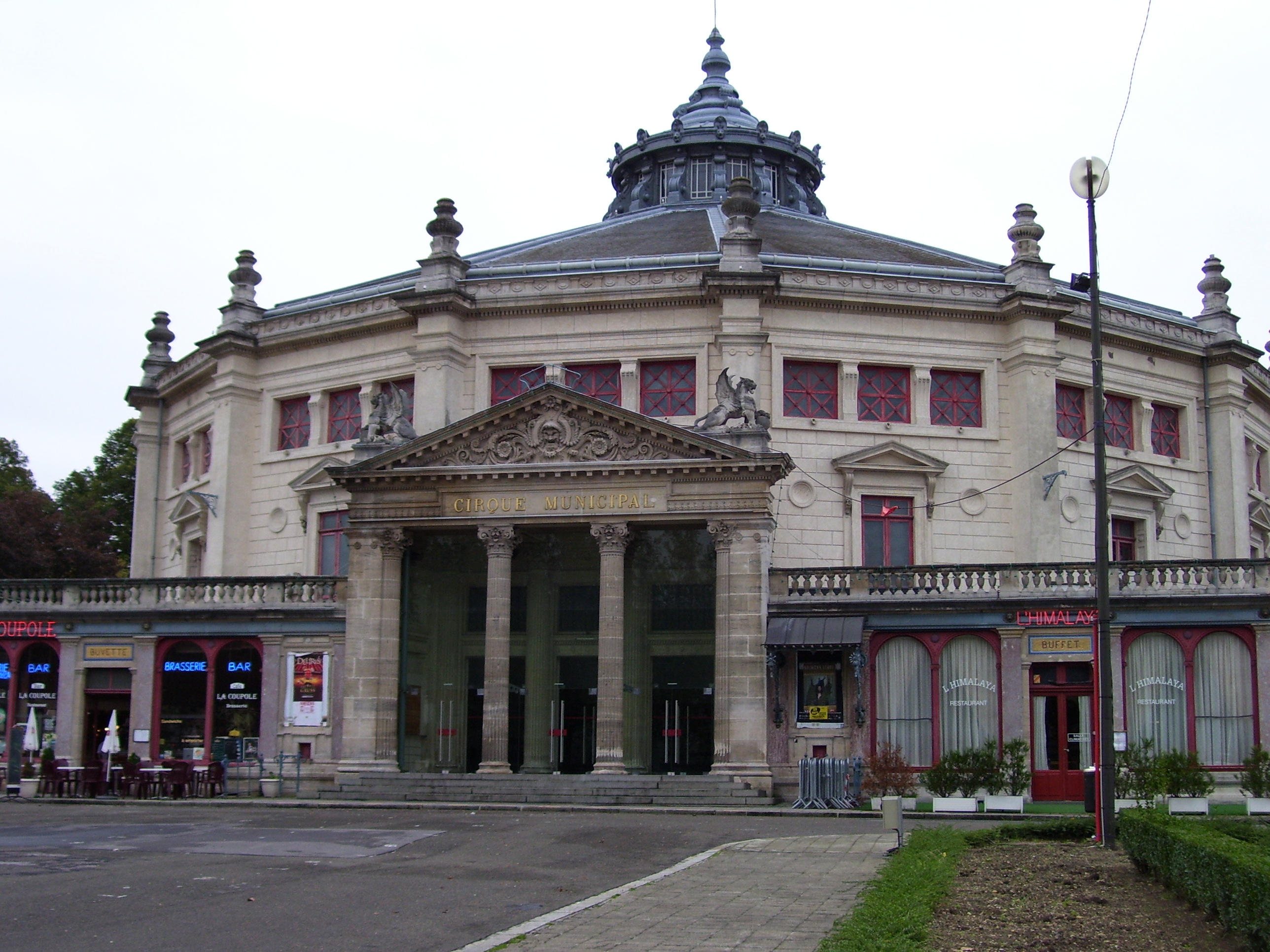
儒勒·凡尔纳马戏团
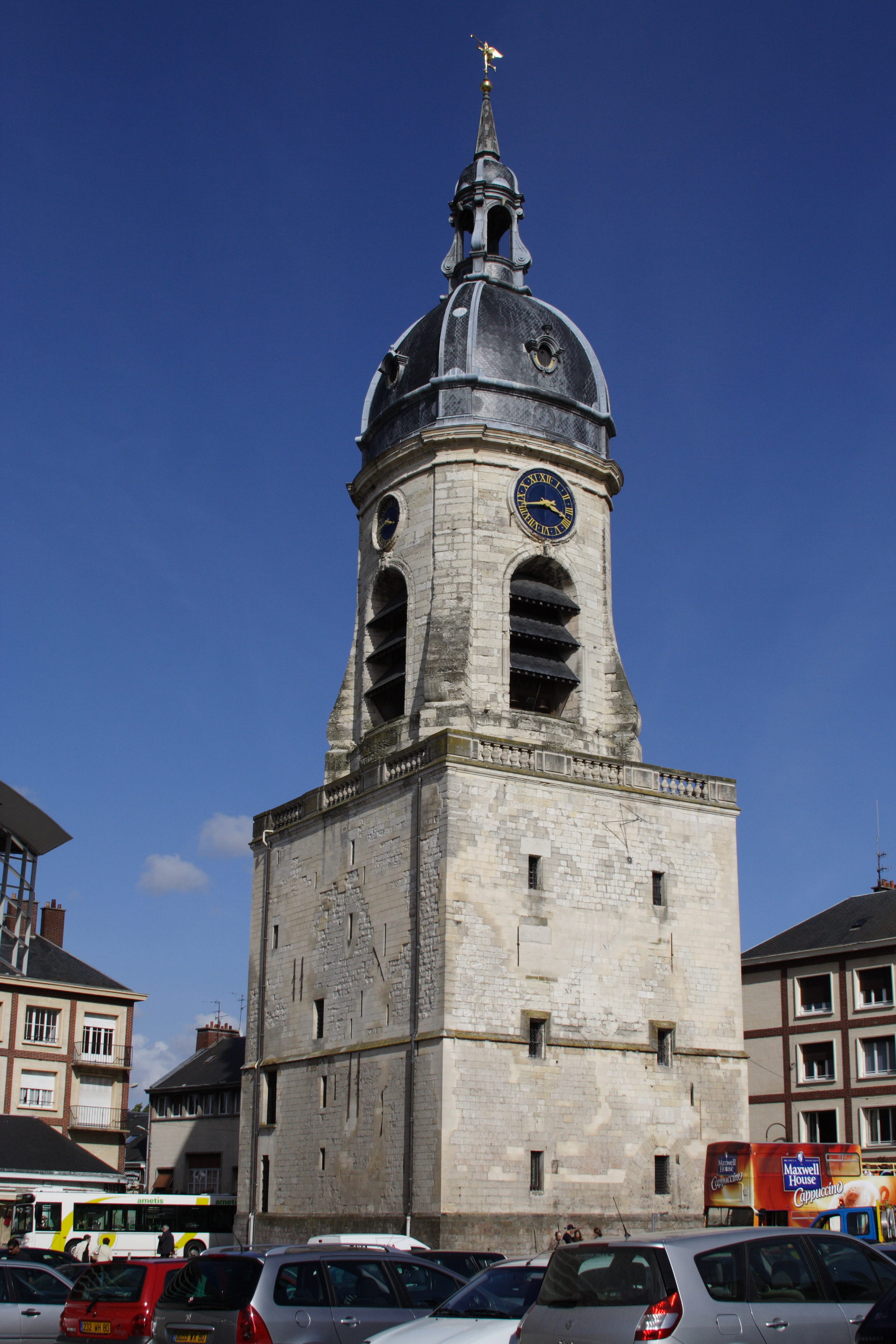
钟楼
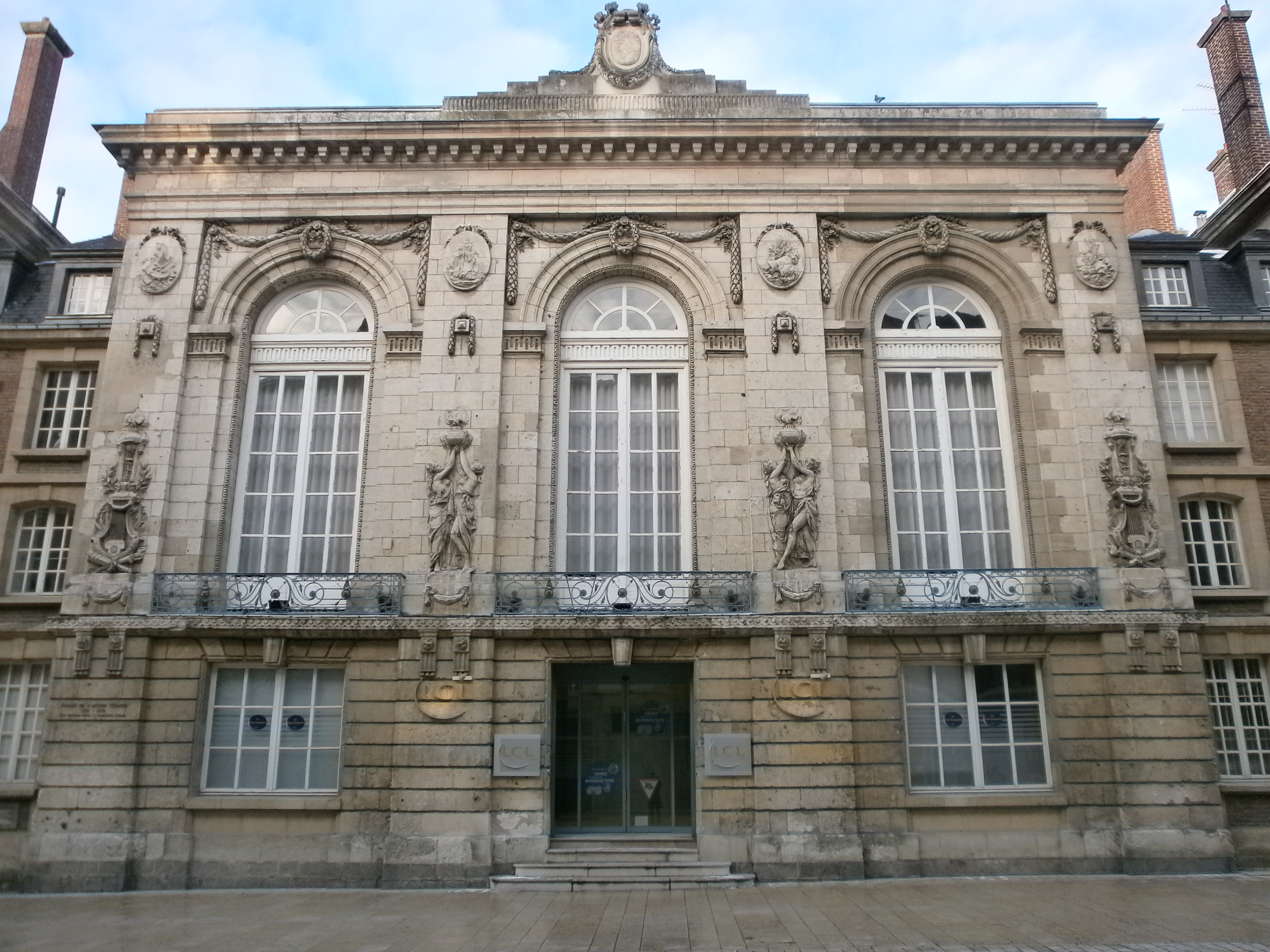
市政大剧场
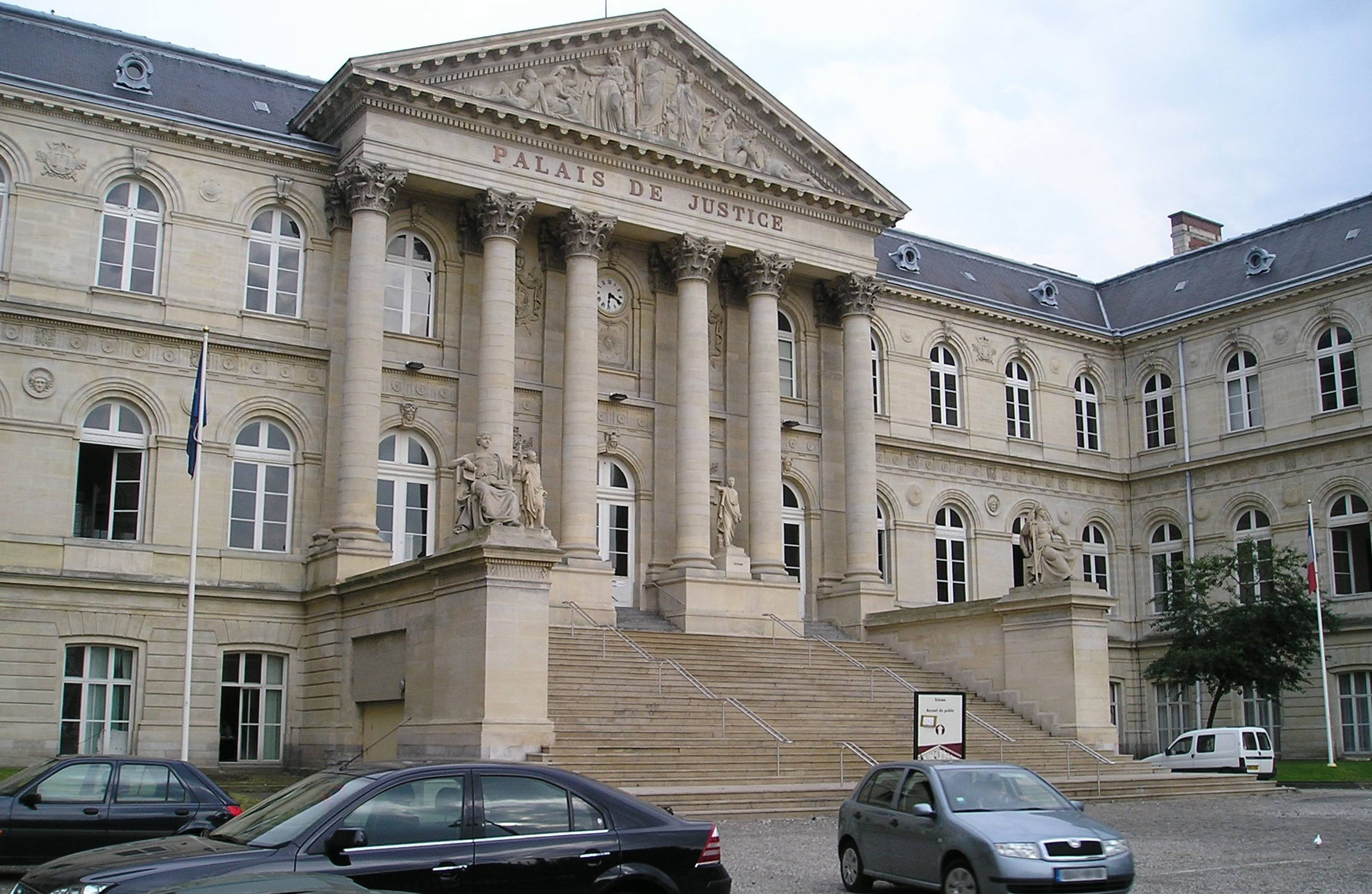
审判法院

### 旅游
亚眠是法国重要的旅游城市之一，被法国文化部授予“艺术与历史之城”称号，同时也被《米其林旅游杂志》评为“二星级推荐”（最高级别）。当地的旅游事务由其所属的公共社区负责。2020年，亚眠境内共有20家酒店共计955间房间；另有1个露营地，可容纳共138辆露营车。

### 媒体
法国本土国家性的电视台和广播电台在亚眠均可接收。法国电视三台下属的上法兰西大区频道在部分时段播放亚眠地方新闻。《皮卡第邮报》是一个地方性的刊物，总部位于亚眠，在整个皮卡第地区内的发行，其中亚眠地区设有专栏。《法基尔日报》是一个总部位于亚眠的左翼新闻刊物，由法国政治家弗朗索瓦·吕芬创办，在全法国境内发行。

### 语言
亚眠位于法国北方语言区，历史上通用皮卡第语亚眠方言，自19世纪后已基本被现代法语代替。亚眠卡博唐木偶剧场是当地一个地方性文化中心，其主要演出均使用皮卡第语。

### 美食

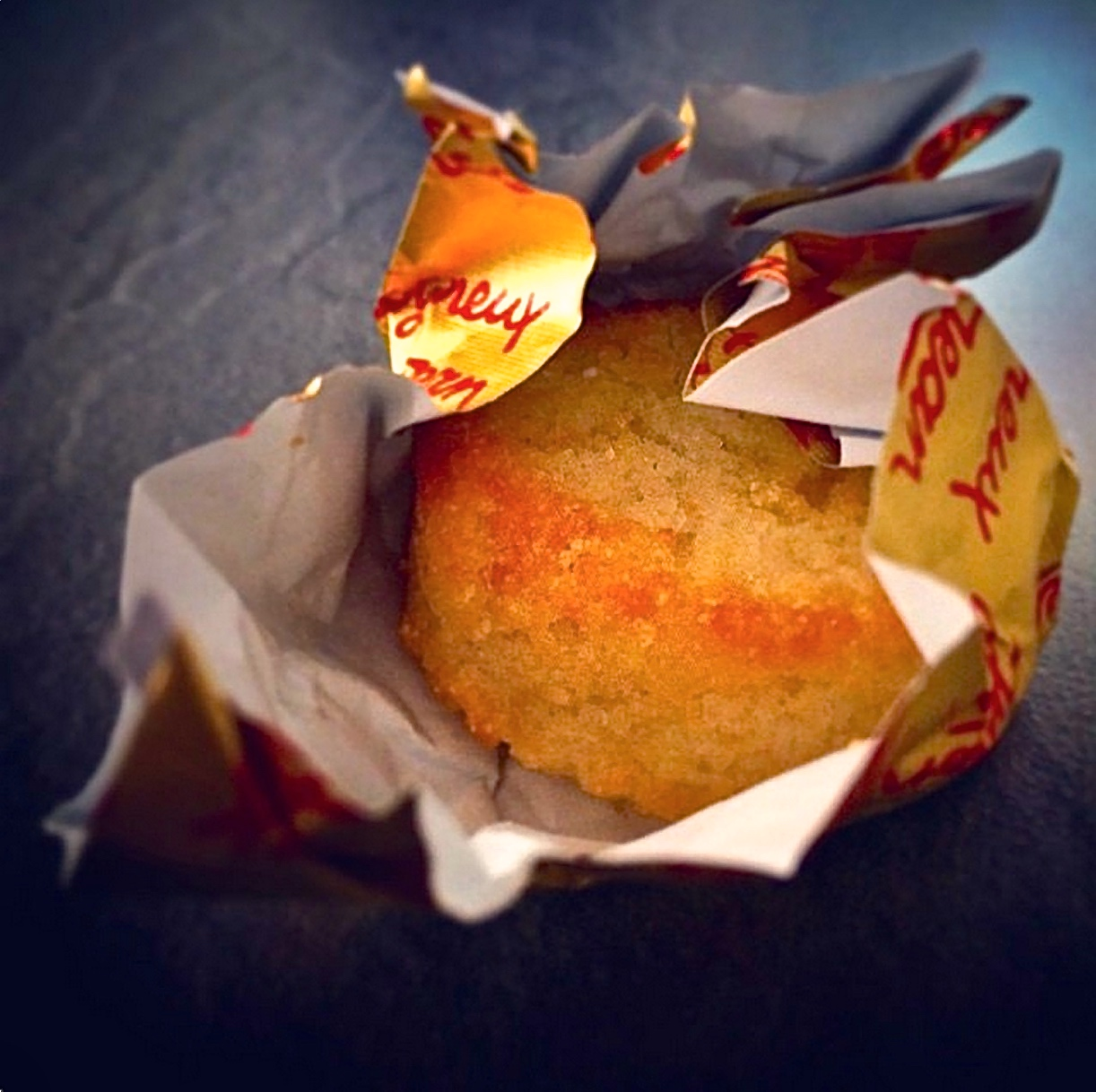
亚眠马卡龙

亚眠的地方饮食特点和法国大部分地区相同，代表性的地方食物包括亚眠肚肠、亚眠甜甜圈、皮卡第长烤面包、亚眠马卡龙、亚眠鸭酱和亚眠巧克力丝等。2019年，亚眠境内共有2家餐厅被列入《米其林星级餐厅名单》。

### 宗教
亚眠是法国北部重要的天主教活动中心，亚眠大教堂亦为天主教亚眠教区的主教座堂，除此之外，当地还有多个主题性的组织和社群。亚眠亦是一个重要的穆斯林聚集区，亚眠逊尼清真寺建成于2013年，是当地最大的伊斯兰祷告中心。

### 网络社群
Facebook上的“你知道你何时成为亚眠人的...”（Tu sais que tu viens d’Amiens quand…）是当地最重要的网络社群之一，截止2019年11月底，该社群共有成员约1.9万人。

## 相关人物
古罗马皇帝马格嫩提乌斯、画家西蒙·马米翁、小说家皮埃尔·肖代洛·德拉克洛和保罗·布尔热、物理学家爱德华·布朗利、数学家爱德华·卢卡斯、舞厅老板Michou、法国第二十五任总统埃马纽埃尔·马克龙和现代作家爱德华·路易出生于亚眠。
法国文学家儒勒·凡尔纳逝世于亚眠，当地的多个市政设施以其命名。

## 对外交流
亚眠与以下6座城市互为友好城市，另有两个国家在亚眠设有领事馆。

| - 德国 多特蒙德 （1960年） - 德国 格尔利茨 （1971年） - 英国 達靈頓 （1973年） - 美国 塔尔萨 （2005年） | - 中国 绵阳 （2007年） - 亚眠（2018年） - 马达加斯加驻亚眠大使馆 - 英国驻亚眠大使馆 |

### 著作
- Ronald Hubscher. . Éditions Privat. 1986: 329p. ISBN 2-7089-8232-X （法语）.
- Xavier Bailly et Jean-Bernard Dupont (sous la direction de). . Scérén-C.R.D.P. 2013: 329p. ISBN 978-2-86615-391-5 （法语）.
- Scarlett Beauvalet et Gérard Hurpin. . Encrage Éditions. 2005: 336p. ISBN 2-911576-60-8 （法语）.
- IGN. . IGN. 2012. ISBN 9782758527930 （法语）.

### 分类资料
历史类
1. ↑  Roger de Figuères. . Au siège de la Société. 2013: 140p. ISBN 978-1295010059 （法语）.
2. ↑  Jean-Pierre Bocquet-Appel. . Editions Errance. 2008: 191p. ISBN 978-2877723725 （法语）.
3. ↑  Xavier Bailly et Jean-Bernard Dupont (sous la direction de). . Scérén-C.R.D.P. 2013: 647p. ISBN 978-2-86615-391-5 （法语）.
4. ↑  François Vasselle et Ernest Will. . Revue du Nord. 1958: 467–482  [2019-11-28]. （原始内容存档于2018-06-02） （法语）.
5. ↑  amiens-tourisme.com. . amiens-tourisme.com.   [2019-11-27]. （原始内容存档于2021-01-15） （法语）. C’est une bourgeoisie enrichie, qui, grâce à l’appui de son évêque saint Geoffroy et à l’intervention du roi Louis VI le Gros, obtient en 1117 une charte de libertés communales.
6. ↑  ville-boves.fr. . ville-boves.fr.   [2019-11-27]. （原始内容存档于2022-03-07） （法语）. Juillet 1185 : Philippe-Auguste signa un traité qui mettait fin au conflit entre le roi et le comte de Flandre Philippe d’Alsace au sujet de l’héritage d’Élisabeth de Vermandois et qui permit au roi d’acquérir 65 châteaux du Vermandois, la ville d’Amiens et l’expectative de l’Artois.
7. ↑  plus.lefigaro.fr. . plus.lefigaro.fr. 2013-11-11  [2019-11-27]. （原始内容存档于2021-03-13） （法语）.
8. ↑  action-agricole-picarde.com. . action-agricole-picarde.com. 2019-04-04  [2019-11-27]. （原始内容存档于2020-12-09） （法语）.
9. ↑  Ninon du Plessy. . histoire-pour-tous.fr. 2019-05-21  [2019-11-27]. （原始内容存档于2017-11-22） （法语）.
10. ↑  Prosper Brugière de Barante. . Adolphe Wahlen et Compagnie. 1838: 614p （法语）.
11. ↑  courrier-picard.fr. . courrier-picard.fr. 2018-08-06  [2019-11-27]. （原始内容存档于2020-12-09） （法语）.
12. ↑  patrimoine-environnement.fr. . patrimoine-environnement.fr. 2019-01-09  [2019-11-27]. （原始内容存档于2019-01-11） （法语）.
13. ↑  PIERRE BEZBAKH. . lemonde.fr. 2005-12-12  [2019-11-27]. （原始内容存档于2022-03-07） （法语）.
14. ↑  Albéric de Calonne. . Éditions Culture et Civilisation. 1899: 408p （法语）.
15. ↑  Robert Fossier. . Privat. 1988: 186p. ISBN 978-2-7089-1636-4 （法语）.
16. ↑  Nicole GOTTERI. . histoire-image.org. 2016-03  [2019-11-27]. （原始内容存档于2019-04-24） （法语）.
17. ↑  Véronique Willemin. . . Ed. de Lodi. 2004: 296p. ISBN 2-84690-134-1 （法语）.
18. ↑  George Bruce. . Van Nostrand Reinhold. 1981: 303p. ISBN 0-442-22336-6 （法语）.
19. ↑  Jacques Estienne et Mireille Louis. . Imprimerie F. Paillart. 1972: 329p （法语）.
20. ↑  Correlli Barnett. . Indiana University Press. 1975: 392p. ISBN 0253355842 （英语）.
21. ↑  La ville d'Amiens (编). . amiens.fr. 2018-07-31  [2019-11-27]. （原始内容存档于2022-03-07） （法语）.
22. ↑  Bérenger Bonneau. . Encrage Édition. 2007: 392p. ISBN 978-2-911576-65-2 （法语）.
23. ↑  fresques.ina.fr. . fresques.ina.fr.   [2019-11-27]. （原始内容存档于2015-09-19） （法语）.
24. ↑  legifrance.gouv.fr. . legifrance.gouv.fr. 2016-09-29  [2019-11-27]. （原始内容存档于2022-03-07） （法语）.
25. ↑  Bernard Collardey. . Rail Passion. 2010: 40–57. ISSN 1261-3665 （法语）.
26. ↑  Jacques Mercier. . ARPDO. 1986: 64p. ISBN 2-906111-01-5 （法语）.
27. ↑  Jean Lambert-Dansette. . . Éditions L'Harmattan. 2009: 634p. ISBN 978-2-296-09302-7 （法语）.
28. ↑  Jean-Marie Fouré. . EMA. 2009: 96p. ISBN 978-2-917190-07-4 （法语）.
29. ↑  Syndicat mixte du pays du Grand Amiénois 2013. . ADUGA. 2013: 63p. ISBN 978-2-7466-5971-1 （法语）.
30. ↑  Maurice Crampon. . Centre régional de documentation pédagogique de l'académie d'Amiens. 2001: 93p. ISBN 978-2866150099 （法语）.
31. ↑  René Debrie. . Omnivox. 1983: 208p. ASIN B003A5BT66 （法语）.

地理类
1. ↑  INSEE. . insee.fr.   [2019-11-27]. （原始内容存档于2019-06-23） （法语）.
2. ↑  BRGM. . brgm.fr.   [2019-11-27]. （原始内容存档于2017-04-23） （法语）.
3. ↑  ouest-france.fr. . ouest-france.fr. 2016-10-24  [2019-11-27] （法语）.
4. ↑  La ville d'Amiens (编). . amiens.fr.   [2019-11-27]. （原始内容存档于2022-04-23） （法语）.
5. ↑  annuaire-mairie.fr. . annuaire-mairie.fr.   [2019-11-27]. （原始内容存档于2021-03-13） （法语）.
6. ↑  communes.com. . communes.com.   [2019-11-27]. （原始内容存档于2022-03-07） （法语）.
7. ↑  insee.fr. . insee.fr.   [2019-11-27]. （原始内容存档于2022-03-07） （法语）.
8. ↑  insee.fr. . insee.fr.   [2021-05-11]. （原始内容存档于2018-07-24） （法语）.
9. ↑  insee.fr. . insee.fr.   [2021-05-11]. （原始内容存档于2020-11-10） （法语）.
10. ↑  insee.fr. . insee.fr.   [2021-05-11]. （原始内容存档于2021-06-07） （法语）.
11. ↑  sig.ville.gouv.fr. . sig.ville.gouv.fr.   [2019-11-27]. （原始内容存档于2022-03-07） （法语）.
12. ↑  Cassini. . cassini.ehess.fr.   [2021-05-11]. （原始内容存档于2021-03-13） （法语）.
13. ↑  insee.fr. . insee.fr.   [2021-05-11]. （原始内容存档于2021-05-01） （法语）.
14. ↑  Commune de Amiens (80021) - commune actuelle（法文）

社科类
1. ↑  trans80.hautsdefrance.fr. . trans80.hautsdefrance.fr.   [2019-11-27]. （原始内容存档于2019-06-28） （法语）.
2. ↑  quellecompagnie.com. . quellecompagnie.com.   [2019-11-27]. （原始内容存档于2022-03-07） （法语）.
3. ↑  La ville d'Amiens (编). . amiens.fr.   [2019-11-27]. （原始内容存档于2022-04-23） （法语）. 4500 places de stationnement en parking en ouvrage, 5500 places réglementées sur voirie, 60.000 places gratuites, c’est l’offre actuelle.
4. ↑  Bernard Collardey. . Rail Passion. 2007: 60–67. ISSN 1261-3665 （法语）.
5. ↑  Gares & Connexions. . ressources.data.sncf.com.   [2019-11-27]. （原始内容存档于2019-10-19） （法语）.
6. ↑  SNCF Data (编). . ressources.data.sncf.com.   [2019-11-27]. （原始内容存档于2022-03-07） （法语）.
7. ↑  La voix du Nord. . lavoixdunord.fr. 2019-01-31  [2019-11-27]. （原始内容存档于2019-11-13） （法语）. Et la mise en place d’une liaison Amiens-Arras-Dunkerque. Ces mesures devraient être effectives pour décembre 2019.
8. ↑  ter.sncf.com. . ter.sncf.com.   [2019-11-27]. （原始内容存档于2019-05-10） （法语）.
9. ↑  SNCF. . sncf.com.   [2019-11-27]. （原始内容存档于2021-11-16） （法语）.
10. ↑  aeroport.fr. . aeroport.fr.   [2019-11-27]. （原始内容存档于2019-01-09） （法语）.
11. ↑  france3-regions.francetvinfo.fr. . france3-regions.francetvinfo.fr. 2014-04-11  [2019-11-27]. （原始内容存档于2020-12-09） （法语）.
12. ↑  ametis.fr. . ametis.fr.   [2019-11-27]. （原始内容存档于2019-05-12） （法语）.
13. ↑  La ville d'Amiens (编). . amiens.fr.   [2019-11-27]. （原始内容存档于2019-05-17） （法语）. Le chiffre: 13,2, C’est, en millions, le nombre de validations de titres de transport enregistrées en 2018 sur le réseau Ametis
14. ↑  Keolis. . Keolis.   [2019-11-27]. （原始内容存档于2019-06-29） （法语）.
15. ↑  ametis.fr. . ametis.fr.   [2019-11-27]. （原始内容存档于2019-05-12） （法语）.
16. ↑  L'Express. . lexpress.fr. 2014-04-01  [2019-11-27]. （原始内容存档于2016-10-04） （法语）.
17. ↑  annuaire-mairie.fr. . annuaire-mairie.fr.   [2019-11-27]. （原始内容存档于2019-03-23） （法语）. Le maire d'Amiens se nomme Madame Brigitte FOURÉ.

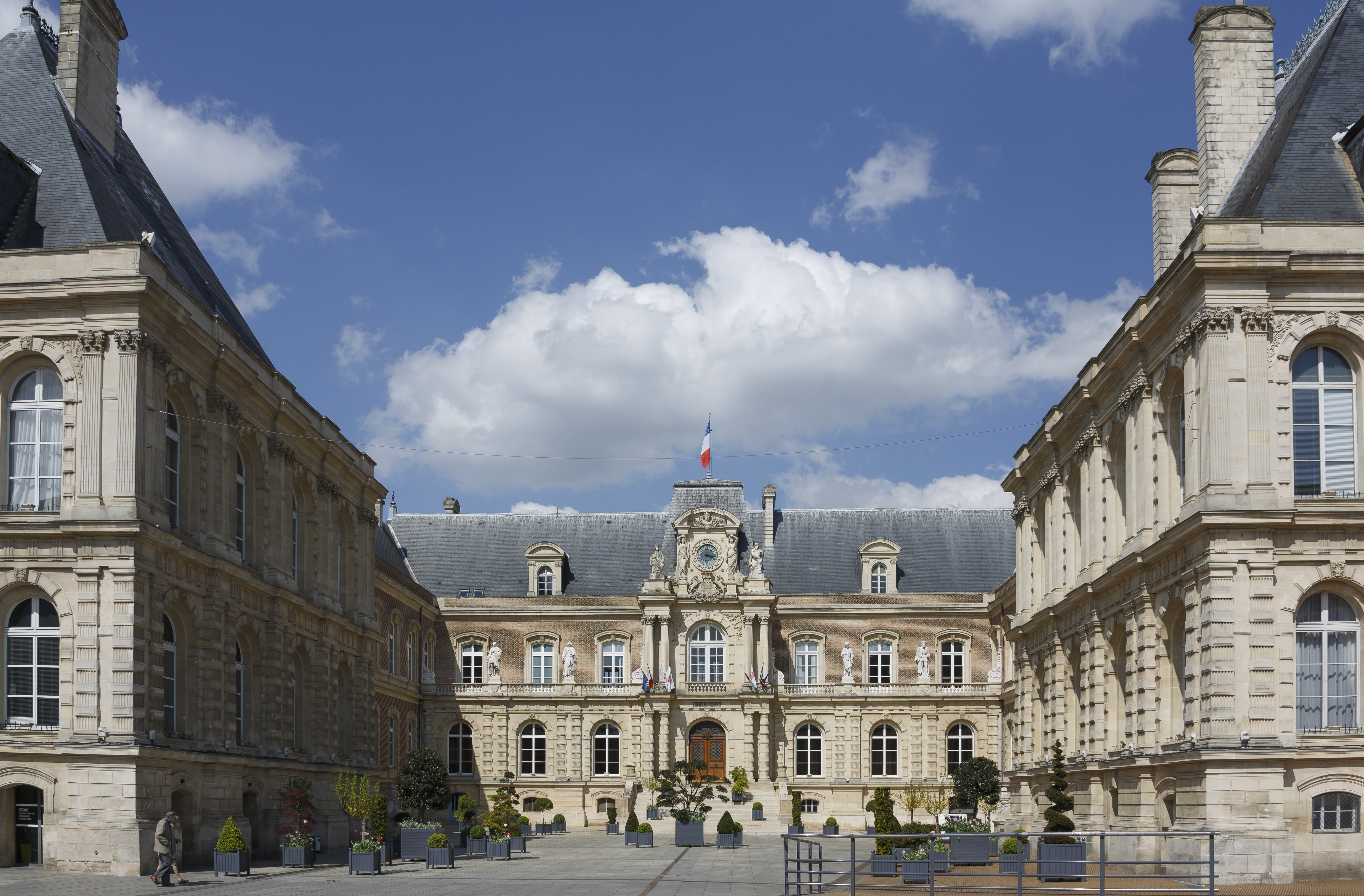
亚眠市政厅

18. ↑  liberation.fr. . liberation.fr. 2020-06-29  [2020-06-29]. （原始内容存档于2020-12-09） （法语）. Dans une triangulaire à Amiens, la centriste Brigitte Fouré (UDI) soutenue par LREM reprend du service avec 45,79% des voix, devant le candidat d'union de la gauche Julien Pradat (35,95%), et le représentant divers centre Renaud Deschamps (18,25%)
19. ↑  maitron.univ-paris1.fr. . maitron.univ-paris1.fr.   [2019-11-27] （法语）.[]
20. ↑  Le Monde. . Le Monde.   [2019-11-27]. （原始内容存档于2017-06-28） （法语）.
21. ↑  legifrance.gouv.fr. . legifrance.gouv.fr. 2014-02-20  [2019-11-27]. （原始内容存档于2018-12-24） （法语）.
22. ↑  linternaute.com. . linternaute.com.   [2019-11-27]. （原始内容存档于2019-03-07） （法语）.
23. ↑  INSEE. . insee.fr. 2019-05-20  [2019-11-27]. （原始内容存档于2019-09-07） （法语）.
24. ↑  . linternaute.fr.   [2019-11-27]. （原始内容存档于2019-11-17） （法语）.
25. ↑  La ville d'Amiens (编). . amiens.fr.   [2019-11-27]. （原始内容存档于2019-03-25） （法语）.
26. ↑  somme.fr. . somme.fr. 2019-09-05  [2019-11-27]. （原始内容存档于2022-03-07） （法语）. Cette filière « courte » est également en place dans 47 collèges de la Somme mais également dans les lycées, la cuisine centrale d’Amiens, des établissements médicaux-sociaux, des restaurants…
27. ↑  amiens-picardie.cci.fr. . amiens-picardie.cci.fr.   [2019-11-27]. （原始内容存档于2014-09-08） （法语）. L’agriculture, pour l’essentiel intensive, est un point fort de l’économie d’Amiens et de sa région
28. ↑  Gabrielle Molitor. . Annales de géographie. 1932: 424p  [2019-11-28]. （原始内容存档于2018-06-04） （法语）.
29. ↑  amiens-picardie.cci.fr. . amiens-picardie.cci.fr.   [2019-11-27]. （原始内容存档于2014-09-15） （法语）. le phénomène de relocalisation pourrait un jour prendre de l’ampleur.
30. ↑  Jean-Claude BOYER, Laurent CARROUÉ, Jacques GRAS, Anne LE FUR, Solange MONTANGNÉ-VILLETTE. . Paris: Armand Collin. 2009: 368. ISBN 978-2-200-35573-9 （法语）. Chapitre 20 Picardie - L'Ambivalence du réseau de transport (P286)
31. ↑  Manageo (编). . manageo.fr （法语）.
32. ↑  Le Figaro (编). . entreprises.lefigaro.fr.   [2021-05-11]. （原始内容存档于2021-05-13） （法语）.
33. ↑  JDN. . journaldunet.com.   [2019-11-27]. （原始内容存档于2022-03-07） （法语）.
34. ↑  JDN. . journaldunet.com.   [2019-11-27]. （原始内容存档于2019-04-03） （法语）.
35. ↑  JDN (编). . journaldunet.fr.   [2021-05-11]. （原始内容存档于2022-03-07） （法语）.
36. ↑  Ministère de la Cohésion des territoires et des Relations avec les collectivités territoriales (编). . cohesion-territoires.gouv.fr.   [2021-05-11]. （原始内容存档于2020-06-25） （法语）.
37. ↑  JDN. . journaldunet.com.   [2019-11-27]. （原始内容存档于2019-05-09） （法语）.
38. ↑  ville-data.com. . ville-data.com.   [2019-11-27]. （原始内容存档于2022-03-07） （法语）.
39. ↑  journaldunet.com. . journaldunet.com.   [2019-11-27]. （原始内容存档于2019-04-03） （法语）.
40. ↑  . linternaute.fr.   [2019-11-27]. （原始内容存档于2019-03-07） （法语）.
41. ↑  ville-data.com. . ville-data.com.   [2019-11-27]. （原始内容存档于2022-03-07） （法语）.
42. ↑  ville-data.com. . ville-data.com.   [2019-11-27]. （原始内容存档于2022-03-07） （法语）. Il y a 15 collèges dans la ville d'Amiens et 13 lycées. Le nombre total de lycéens et de collégiens est de 17 433 enfants scolarisés.
43. ↑  chu-amiens.fr. . chu-amiens.fr.   [2019-11-27]. （原始内容存档于2022-04-08） （法语）.
44. ↑  FHF. . etablissements.fhf.fr.   [2021-05-11]. （原始内容存档于2021-05-13） （法语）.
45. ↑  FHF. . etablissements.fhf.fr.   [2021-05-11]. （原始内容存档于2021-05-11） （法语）.
46. ↑  FHF. . etablissements.fhf.fr.   [2021-05-11]. （原始内容存档于2021-05-13） （法语）.
47. ↑  FHF. . etablissements.fhf.fr.   [2021-05-11]. （原始内容存档于2021-05-14） （法语）.
48. ↑  La ville d'Amiens (编). . amiens.fr.   [2019-11-27]. （原始内容存档于2019-03-25） （法语）.
49. ↑  . linternaute.fr.   [2019-11-27]. （原始内容存档于2019-03-07） （法语）.
50. ↑  La ville d'Amiens (编). . amiens.fr.   [2019-11-27]. （原始内容存档于2022-04-23） （法语）.
51. ↑  Les Echos. . lesechos.fr. 1999-07-07  [2019-11-27]. （原始内容存档于2019-07-02） （法语）.
52. ↑  services.eaufrance.fr. . services.eaufrance.fr.   [2019-11-27]. （原始内容存档于2022-03-07） （法语）.
53. ↑  La ville d'Amiens (编). . amiens.fr.   [2019-11-27]. （原始内容存档于2022-04-23） （法语）.
54. ↑  La ville d'Amiens (编). . amiens.fr.   [2019-11-27]. （原始内容存档于2020-12-09） （法语）.
55. ↑  linternaute.com. . linternaute.com.   [2019-11-27]. （原始内容存档于2019-05-12） （法语）. Amiens possède 41 sites pollués sur son territoire
56. ↑  demarchesadministratives.fr. . demarchesadministratives.fr.   [2019-11-27]. （原始内容存档于2022-03-07） （法语）.
57. ↑  demarchesadministratives.fr. . demarchesadministratives.fr.   [2019-08-01]. （原始内容存档于2022-03-07） （法语）.
58. ↑  sdis80.fr. . sdis80.fr.   [2019-11-27]. （原始内容存档于2019-04-23） （法语）.
59. ↑  francebleu.fr. . francebleu.fr. 2019-09-29  [2019-11-27]. （原始内容存档于2022-03-07） （法语）.
60. ↑  linternaute.com. . linternaute.com.   [2019-11-27]. （原始内容存档于2019-03-07） （法语）.
61. ↑  Charles Caron. . Éditions Imprimerie HENRI LUSSAUD. 1930: 60p. ASIN B00SG3MT84 （法语）.
62. ↑  pastel.diplomatie.gouv.fr. . pastel.diplomatie.gouv.fr.   [2019-11-27]. （原始内容存档于2016-08-15） （法语）. Liste des projets de coopérations décentralisées et autres actions extérieures
63. ↑  embassypages.com. . embassypages.com.   [2019-11-27]. （原始内容存档于2022-03-10） （法语）.
64. ↑  diplomatie.gouv.fr. . diplomatie.gouv.fr.   [2019-11-27]. （原始内容存档于2022-03-07） （法语）.

文化类
1. ↑  Amiens Métropole. . amiens.fr.   [2019-11-27]. （原始内容存档于2022-04-23） （法语）.
2. ↑  education.gouv.fr. . education.gouv.fr.   [2019-11-27]. （原始内容存档于2019-02-28） （法语）.
3. ↑  Université de Picardie. . u-picardie.fr.   [2019-11-27]. （原始内容存档于2019-06-07） （法语）. L'UPJV accueille et forme chaque année plus de 30000 étudiants
4. ↑  amiensfootball.com. . amiensfootball.com.   [2019-11-27]. （原始内容存档于2019-05-07） （法语）.
5. ↑  amiensfootball.com. . amiensfootball.com.   [2019-11-27]. （原始内容存档于2019-05-07） （法语）.
6. ↑  FÉDÉRATION FRANÇAISE DE FOOTBALL - LIGUE DE FOOTBALL DES HAUTS-DE-FRANCE (编). . lfhf.fff.fr.   [2021-05-11]. （原始内容存档于2021-05-11） （法语）.
7. ↑  FÉDÉRATION FRANÇAISE DE FOOTBALL - LIGUE DE FOOTBALL DES HAUTS-DE-FRANCE (编). . lfhf.fff.fr.   [2021-05-11]. （原始内容存档于2021-05-13） （法语）.
8. ↑  amiensuc-athletisme.jimdo.com. . amiensuc-athletisme.jimdo.com.   [2019-11-27]. （原始内容存档于2020-05-05） （法语）.
9. ↑  La Voix du Nord. . lavoixdunord.fr.   [2019-11-27]. （原始内容存档于2020-12-09） （法语）.
10. ↑  amiens-tourisme.com. . amiens-tourisme.com.   [2019-11-27]. （原始内容存档于2018-03-20） （法语）.
11. ↑  maisondelaculture-amiens.com. . maisondelaculture-amiens.com.   [2019-11-27]. （原始内容存档于2019-05-27） （法语）.
12. ↑  voyages.michelin.fr. . voyages.michelin.fr.   [2019-11-27]. （原始内容存档于2019-11-23） （法语）.
13. ↑  yelp.fr. . yelp.fr.   [2019-11-27]. （原始内容存档于2016-12-20） （法语）.
14. ↑  france3-regions.francetvinfo.fr. . france3-regions.francetvinfo.fr.   [2019-11-27]. （原始内容存档于2019-10-24） （法语）.
15. ↑  premium.courrier-picard.fr. . premium.courrier-picard.fr.   [2019-11-27]. （原始内容存档于2020-12-09） （法语）.
16. ↑  fakirpresse.info. . fakirpresse.info.   [2019-11-27]. （原始内容存档于2019-10-15） （法语）.
17. ↑  gourmandisesansfrontieres.fr. . gourmandisesansfrontieres.fr. 2015-02-16  [2019-11-27] （法语）.
18. ↑  restaurant.michelin.fr. . restaurant.michelin.fr.   [2019-11-27] （法语）. 2 Restaurants trouvés
19. ↑  amiens.catholique.fr. . amiens.catholique.fr.   [2019-11-27]. （原始内容存档于2019-07-02） （法语）.
20. ↑  desdomesetdesminarets.fr. . desdomesetdesminarets.fr. 2013-06-17  [2019-11-27]. （原始内容存档于2018-06-12） （法语）.
21. ↑  courrier-picard.fr. . courrier-picard.fr. 2015-02-26  [2019-11-27]. （原始内容存档于2020-12-09） （法语）.

综合参考资料
1. 1 2 3 4 5 6 7 8 9 10 11 12 13 14 15  Géoportail. . geoportail.fr.   [2021-05-11]. （原始内容存档于2021-05-11） （法语）.
2. 1 2 3 4 5 6 7 8 9  Ronald Hubscher. . Éditions Privat. 1986: 329p. ISBN 978-2708982321 （法语）.
3. 1 2 3  . linternaute.fr.   [2021-05-11]. （原始内容存档于2019-03-22） （法语）.
4. 1 2 3  . infoclimat.fr.   [2019-11-27]. （原始内容存档于2022-03-07） （法语）.
5. 1 2  . linternaute.fr.   [2019-11-27]. （原始内容存档于2019-03-07） （法语）.
6. 1 2  . linternaute.fr.   [2021-05-11]. （原始内容存档于2019-03-07） （法语）.
7. 1 2  . linternaute.fr.   [2021-05-11]. （原始内容存档于2019-03-07） （法语）.
8. 1 2 3  . linternaute.fr.   [2019-11-27]. （原始内容存档于2019-03-07） （法语）.
9. 1 2 3 4 5  linternaute.com. . linternaute.com.   [2019-08-01]. （原始内容存档于2018-11-08） （法语）.
10. 1 2  linternaute.com. . linternaute.com.   [2019-08-01]. （原始内容存档于2022-03-07） （法语）.